# 14-та гренадерська дивізія Ваффен СС «Галичина»
14-та гренадерська дивізія Ваффен СС «Галичина» (нім. 14. Waffen-Grenadier-Division der SS (galizische Nr. 1), також Дивізія «Галичина») — дивізія у складі Ваффен-СС Третього Рейху, що існувала у 1943—1945 роках, була укомплектована переважно з галичан греко-католицької конфесії.
З 19 квітня 1945 року дивізія виведена зі складу військ СС, переведена до складу Української національної армії і перейменована в Першу Українську дивізію Української національної армії.

## Назва
Під час набору добровольців (травень 1943) дивізію називали Галицькою стрілецькою дивізією СС (Galizische SS-Schützendivision). У пронацистській пропаганді на окупованій українській території «СС» розшифровували як «Січові стрільці», що на думку історика Миколи Посівнича сприяло вступу деяких українців до дивізії «з патріотичних міркувань».
- З 30 травня до 22 жовтня 1943 року дивізія мала назву «Добровольча дивізія СС Галичина»[4],
- з 22 жовтня 1943 до 27 червня 1944 року — «14-та Галицька добровольча дивізія СС»[5][4],
- з 27 червня до 12 листопада 1944 року — «14-та військова гренадерська дивізія СС (Галицька № 1)»[6],
- з 12 листопада 1944 до 25 квітня 1945 року — «14-та військова гренадерська дивізія СС (Українська № 1)»[6][4],
- з 25 квітня до 8 травня 1945 року — «1-ша Українська дивізія Української національної армії»[6].

Слово у назві «військова», або «збройна», нім. Waffen означало, що частина є фронтовою.

## Передісторія
1940 року, щоб компенсувати військові втрати Ваффен-СС, було потрібно близько 18000 рекрутів. За угодою з Вермахтом, СС могли отримувати тільки 2 % загального числа німецьких новобранців, що становило близько 12000 осіб за рік. Кількість, якої бракувало, вирішено компенсувати формуванням іноземних частин СС. Першими частинами такого роду стали частини з фольксдойче в Чехословаччині. Потім настало формування частин у країнах Бенілюксу (полк «Вестланд») і скандинавських країнах (5-та танкова дивізія СС «Вікінг»). Із мешканців східної Європи: 7-ма гірська дивізія «Принц Ойґен» з фольксдойче Угорщини, Румунії і Югославії (1942); дивізія «Скандербег» в Албанії та інші.

## Формування

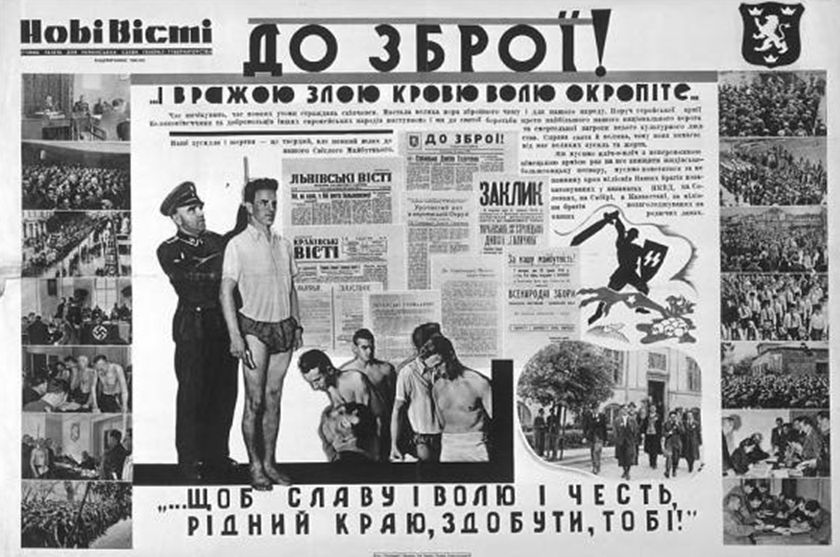
Агітаційний постер у пресі

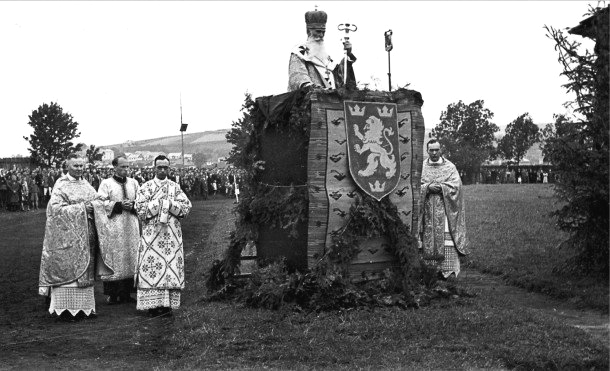
Єпископ Перемишльської єпархії УГКЦ Йосафат (Коциловський) благословляє добровольців дивізії. 4 липня 1943

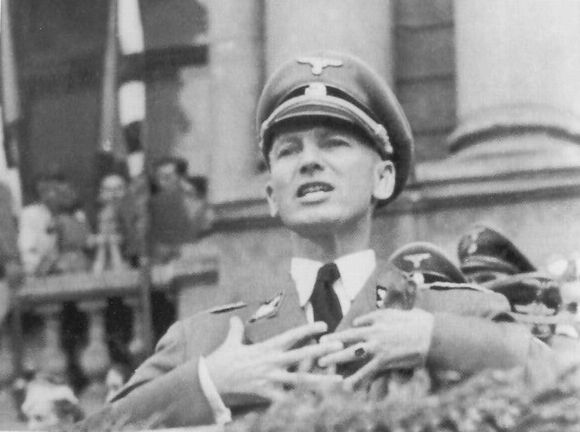
Промова другого губернатора дистрикту Галичина Отто Вехтера до добровольців. 18 липня 1943.

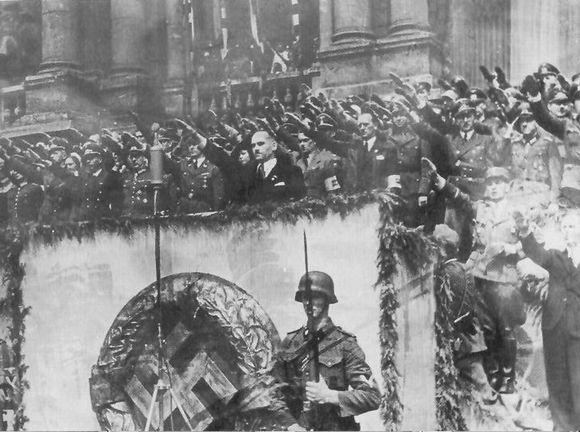
Керівництво Галичини вітає добровольців. На передньому плані — Голова Військової Управи полк. Бізанц. 18 липня 1943.

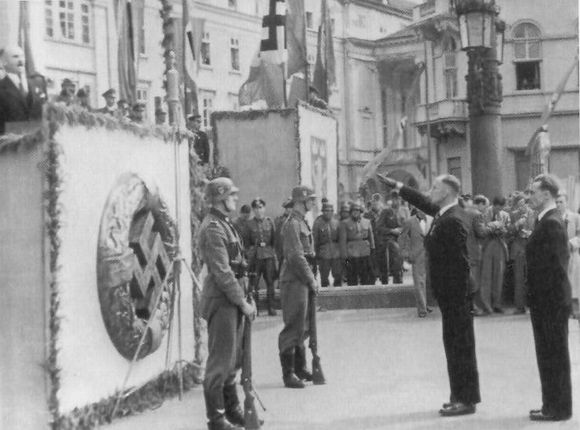
Майор Євген Побігущий підходить до трибуни, салютує. 18 липня 1943.

Добровольці дивізії «Галичина» прямують до вагонів. 18 липня 1943.

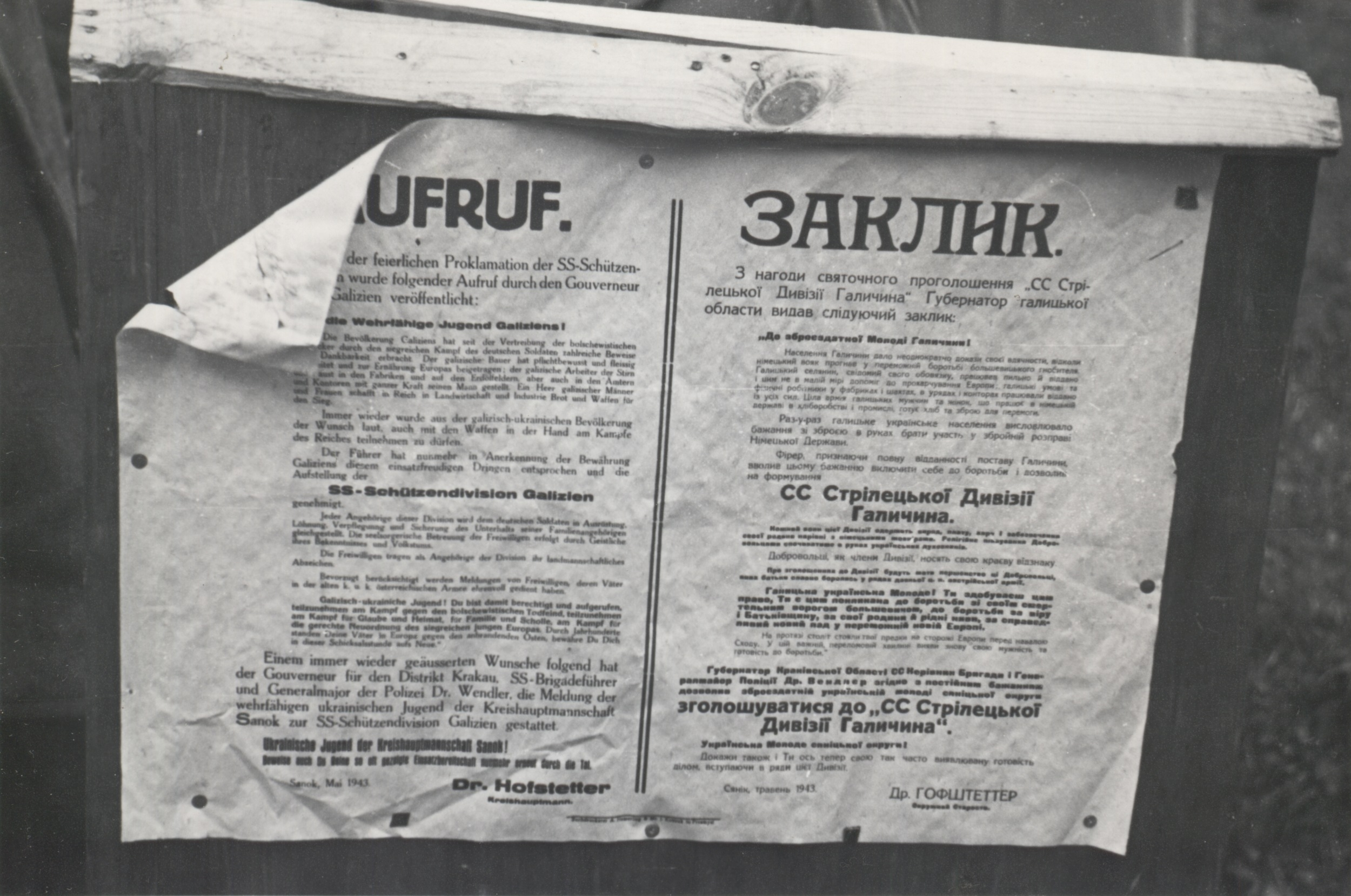
Заклик про вступ у дивізію, травень 1945

У березні 1943 року губернатор Дистрикту «Галичина» бригадефюрер СС Отто Вехтер, який прихильно ставився до українського національного руху, налагодив співробітництво з Українським Центральним Комітетом (Українські Представники, провідник д-р Володимир Кубійович) і попросив дозвіл на формування поліційного полку «Галичина». Генріх Гіммлер підтримав ініціативу Вехтера і запропонував надалі розгорнути полк у дивізію. Створену у Львові для цієї мети Військову Управу очолив галицький німець Альфред Бізанц, колишній полковник УГА, людина, досить знана в Західній Україні. Але насправді повноваження Управи були мінімальні, навіть ті поради, котрі вона давала німцям, вони залишали без уваги.
У переговорах з д-ром Отто Вехтером представники української сторони наполягали на виконанні таких вимог:
- Дивізія повинна бути українською у складі німецької армії (а не німецькою, складеною з українців), що повинно знайти відображення у назві, зовнішніх відзнаках і в командному складі;
- Дивізія має формуватися у складі Вермахту, оскільки частини «Waffen-SS» не мали духовної опіки над військовослужбовцями, а це мало велике значення для українських вояків;
- Моторизація дивізії до такого ступеня, щоби вона мала всі види зброї, включаючи танки;
- Дивізію в цілому та її окремі частини не можуть використовувати проти власного народу.

Невідомі вояки дивізії

Спочатку виконали частину цих вимог. За рішенням Гіммлера, дивізія не носила назву «українська»; щоб не пропагувати ідею незалежності України, вона назвалася «галицькою» і складатися з жителів тієї країни, яка раніше належала Австрії, тобто з «австрійських галичан». Сучасний державний герб України — «тризуб» — був тільки на прапорі дивізії, а відзнакою дивізії став «галицький лев». Всі командні пости від батальйону і вище на початку тимчасово передавалися до рук німців через брак вищих офіцерських кадрів серед українців.
Нацистське керівництво не обіцяло членам дивізії підтримати ідею незалежної української держави, а своє реальне ставлення до неї показало ще у 1941 році репресіями проти тих, хто проголосив у Львові Акт відновлення Української Держави.
Українську дивізію Ваффен-СС «Галичина» було створено 28 квітня 1943 року після того, як німецькі війська зазнали поразки у Сталінградській битві. Набір добровольців розпочався у травні. Для проведення цієї акції був організований окремий комітет із колишніх старшин УГА під назвою «Військова Управа», головою якої став Альфред Бізанц, галицький німець, колишній полковник УГА, а секретарем — сотник УГА Осип Навроцький.
За даними історика Миколи Посівнича Провід ОУН Степана Бандери засуджував створення дивізії як шкідливий політичний проєкт, який не буде служити українським інтересам.
18 липня 1943 року у Львові відбувся парад рекрутів до дивізії СС «Галичина». На ньому виступив з промовою губернатор Галичини доктор Вехтер. Цивільне населення прощалося з добровольцями. Після параду добровольці поїхали потягом на вишкіл.
Командиром дивізії було призначено бригадефюрера СС Вальтера Шиммана, якого змінив 20 листопада 1943 року бригадефюрер СС Фріц Фрайтаг, колишній офіцер таємної поліції, пізніше командував полком у єдиній дивізії поліції на фронті (4 Ss-Polizei-Panzergrenadier Division). Фрайтаг був дуже честолюбною людиною, підозріло ставився до своїх колег і за своїм характером взагалі мало підходив для керування дивізією. Дивізія увійшла до складу «Waffen-SS» разом з іншими національними формуваннями, але для неї було зроблено виняток і «Галичина», єдина з усіх різнонаціональних дивізій СС, отримала опіку католицьких, а потім і православних священиків. Сформована дивізія була як напівмеханізована, але не як «Panzergrenadierdivision». Обіцянку використовувати українців тільки на східному фронті також не до кінця виконано. Українська сторона погодилася на всі ці обмеження, вважаючи їх тимчасовими і такими, що будуть зняті після того, як дивізія покаже себе у боях.
Набір добровольців проводився у травні-червні тільки серед українців, що проживали на території нинішніх Львівської, Тернопільської та Івано-Франківської областей. Пізніше в дивізію вступали представники інших регіонів, наприклад, т. зв. Волинський легіон, і навіть полонені червоноармійці.
На 18 червня 1943 року записалося 84 тисяч добровольців, 52 тисяч з яких пройшли медкомісію, але у дивізію зараховано тільки 13 тисяч. Після комісування тих, що захворіли, та тих, що отримали «бронь», чисельність майбутньої дивізії становила 11,5 тис. осіб, і у листопаді 1943 року додатково призвано ще 6 тисяч, так що в навчальні табори відправили 17 200 осіб. Після наближення фронту бажаючих записатися до дивізії стало набагато більше, тому що молоді залишалося або бути мобілізованим до Червоної Армії, або «йти до лісу».[оригінальне дослідження?] Тому із добровольців сформували ще п'ять поліційних батальйонів.
Разом із дивізією військ СС «Галичина» нацисти в липні 1943 року сформували ще п'ять галицьких добровольчих полків СС № 4-8.
Один з бійців дивізії Степан Мовчан казав: «Я воював не за німців. Ми боролися за незалежну Україну. Знаючи, що таке СРСР, навіть у думках не хотів, щоб червона наволоч топтала рідну землю…». Вояки дивізії були здебільшого віруючими людьми, у дивізії були свої капелани (по одному в кожному полку), які опікувалися релігійними потребами військовиків.

### Підготовка
Особлива увага приділялася освоєнню трофейної радянської зброї, яку привезли з фронту. Навчання відбувалося за допомогою перекладачів. Рекрути самі прибирали приміщення, у яких проживали. Для виконання всіх інших господарських робіт використовувався спеціальний обслуговчий персонал. За словами С. Мовчана, добровольців добре харчували, втікати ніхто не збирався. Атмосфера між військовими була доброзичливою, щотижня вони отримували платню в розмірі 10 марок. Це була невелика, та все ж підтримка в ті скрутні часи.
17 червня 1943 року колишні офіцери та підофіцери першими вирушили на перепідготовку: піхотинці — у Лешани, артилеристи — на Військовий полігон СС Богемія у Бенешов у Чехії, піхотні артилеристи — в Бреслау-Лісса в Сілезії. 18 червня транспорт вирушив також у Брно і на польський військовий полігон «Гайделягер» біля Дембиці, куди через два тижні доставили вже обмундированих рекрутів із Брно. За статутом, дивізія мала складатися із 480 офіцерів, 2587 підофіцерів і 11 622 стрільців, разом — 14 689 осіб. На 20 вересня реально дивізія складалася з 261 офіцера, 673 підофіцерів і 11 967 стрільців, разом — 12 901 осіб.[джерело?]
Після закінчення рекрутської перепідготовки і прийняття присяги в Гайделягері найздібніших рядових скерували до підстаршинських шкіл. Відчувалася нестача українських командних кадрів, тому дивізійний штаб домігся дозволу вислати в офіцерські школи кількасот молодих кандидатів, що не мали бойового досвіду, необхідного в таких випадках. У травні 1944 р. відібрані поїхали на курси до Чехії. Всі, що пройшли перепідготовку, дістали відповідні звання, що не завжди відповідали тим, які вони мали в інших арміях. Найвище звання майора отримали: командир дивізіону важкої артилерії артполку Микола Палієнко і Євген Побігущий — командир 29-го піхотного полку.[джерело?]
Військовий вишкіл проходив у одному з навчально-тренувальних таборів у австрійському Тіролі (муштра, вправи зі зброєю, марш удень і вночі).
Під час вишколів новобранців також знайомили з нацистською расовою теорією, а головне дивізійне видання — тижневик Військової управи «До Перемоги» активно пропагандувало антисемітські ідеї, у тому числі конспірологічну теорію про «жидобільшовизм».

### Присяга
29 серпня 1943 року, після закінчення військового та ідеологічного вишколу, новобранці прийняли присягу в Гайделягері, в присутності Вехтера та представників Українського Центрального Комітету. Новобранці присягали, що «у битві з більшовизмом» будуть підкорятися Адольфові Гітлеру. Присяга Адольфові Гітлеру була обов'язковою до переведення дивізії до складу Української національної армії. Губернатор окупаційного дистрикту Галичина Отто Вехтер, відвідуючи церемонію присяги в грудні 1943 року, наголошував, що вони «обіцяють послух Гітлерові як фюреру й Головнокомандувачу збройних сил нацистської Німеччини, а також будівничому „Нової Європи“». Текст присяги:
З другої половини 1944 року в текст присяги додано згадування української батьківщини та українського народу:
У квітні 1945 року з'явився третій варіант присяги без слів про Гітлера:
В жодному з варіантів не згадувалася Німеччина, але згадувалися Німецькі збройні сили.

## Командири
- 30 червня — 20 листопада 1943 року группенфюрер СС Вальтер Шимана
- 20 листопада 1943 — липень 1944 року Оберфюрер СС Фріц Фрайтаґ
- липень — 5 вересня 1944 року оберфюрер СС Ніколаус Гайльман
- 5 вересня 1944 — 24 квітня 1945 року бригадефюрер СС і генерал-майор Ваффен-СС Фріц Фрайтаґ
- 24 квітня — 8 травня 1945 року генерал УНА Павло Шандрук

## Склад Дивізії

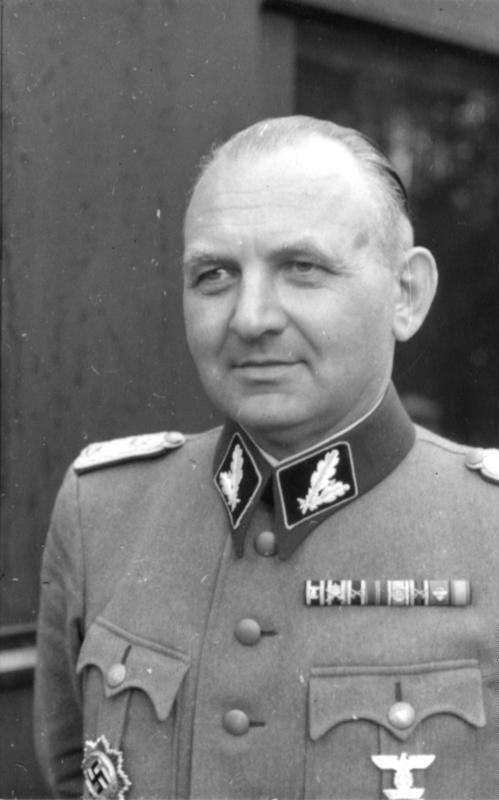
Командир дивізії бригадефюрер Фріц Фрайтаг

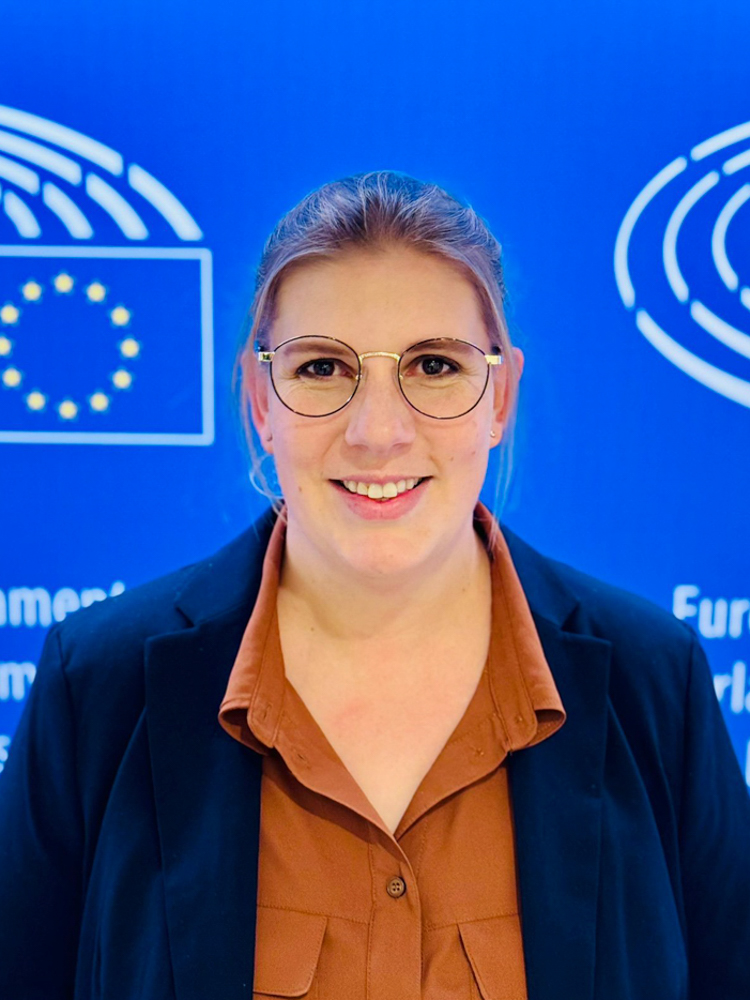
Майор Вольф-Дітріх Гайке, начальник штабу дивізії

Представник Бойової управи сотник Дмитро Паліїв

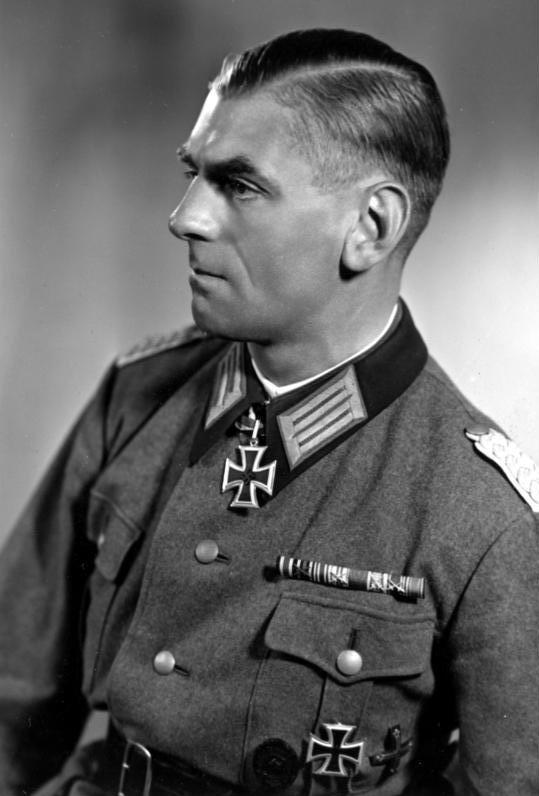
Майор Рудольф Паннір, командир 31-го полку

Майор Євген Побігущий

Сотник Борис Барвінський

- Штаб

- Командир дивізії — бригадефюрер СС Фріц Фрайтаг.
- Начальник штабу — майор Вольф Гайке.
- Представник Бойової управи — сотник Дмитро Паліїв.

- Полки

- Піхотний полк № 29 — майор Євген Побігущий.
- Піхотний полк № 30 — сотник Борис Барвінський.
- Піхотний полк № 31 — сотник Аверкій Гончаренко.

Піхотні полки складалися з двох батальйонів кожен (після бою під Бродами — з трьох) і 13-ї та 14-ї рот.
- Артилерійський полк — штандартенфюрер Фрідріх Баєрсдорф. Полк складався із трьох дивізіонів легкої і одного (№ 4) — важкої артилерії.

- Дивізіон зв'язку — складався із сотні телефоністів (4 взводи), сотні радіозв'язку і відділу з дресованими собаками.
- Саперний курінь — складався з 4-х сотень, 3-тя — на велосипедах; 4-та сотня мала мостову колону; на озброєнні були також вогнемети; одна сотня складалася з 182 особи.
- Курінь фузилерів — командир — штурбанфюрер Карл Брістот. Був напівмоторизований, а головним його завданням була розвідка.
- Дивізіон зенітної артилерії — моторизований, складався із однієї 20 мм батареї (4 взводи по 3 гармати і 6 важких кулеметів, 200 осіб), однієї 37-мм батареї (3 взводи по 3 гармати і 6 важких кулеметів, шість 80 мм і чотири 120 мм гранатомети) і однієї 88 мм батареї (чотири 88 мм і дві 20 мм гармати, 180 осіб, командир — гауптштурмфюрер Віртес.
- Курінь постачання.
- Кінний ескадрон — сотник Роман Долинський
- Відділ польової жандармерії.
- Дві технічні сотні.
- Польовий запасний батальйон.
- Навчально-запасний полк.

Німецькі командири дивізії мали досвід насильства проти євреїв, зокрема Фріц Фрайтаг.
Найменшою тактичною одиницею дивізії був курінь (батальйон), який складався з трьох піхотних і однієї важкої сотні, нумерованих 1-4, 5-8, 9-12, з яких важкі — № 4, 8, 12. Рота (сотня) включала три взводи (чоти) і одне гранатометне відділення (рій). Кожна чота складалася з трьох роїв (1 підстаршина, 9 стрільців). Кожен рій мав на озброєнні кулемет «LMG42», снайперську гвинтівку, один пристрій на гвинтівку для стрільби малими протитанковими гранатами і ракетницю. Ройовий командир був озброєний автоматом. У сотні було 148 осіб. У другому складі дивізії (після боїв під Бродами) гранатометного відділення не було, мало було кулеметів. Важка сотня мала три кулеметні взводи і відділення 80 мм гранатометів, нараховувала 230 стрільців. 13-та сотня піхотної артилерії складалася з 4-х чот — 3 по дві гармати 75 мм і четверта важка з двома 150 мм гарматами. Транспортувалися важкі гармати за допомогою тягачів.
1. Рам'я в рам'я, мов хвиль прибій,

вкраїнський вояк без вагання йде:

за славний рід, за нарід свій,

за землю, віру й все йому святе.

Лунає спів — свободи клич,

на вітрі лопотить вже стяг,

ідуть стрільці палкі, тверді,

ідуть стрільці на бій, на змаг.

Їх тисячі — добірні всі, —

мета їх — вільна Вітчина!

Іде в похід народу цвіт —

Дивізія «Галичина».

2. Палає гнів огнем в серцях,

на поле бою думка бистро мчить;

ворожа кров окропить шлях, —

хто жити хоче, мусить побідить.

У ряд ставай за рідний край,

солодша смерть ніж брязк кайдан!

Хай гине гад — московський кат —

комуна — вольности обман!

І наче грім, як хмаролім, 

проб'є луна — ввесь Кремль до дна:

іде в похід на дикий схід 

Дивізія «Галичина».
Богдан Стефанишин,
Марш дивізії Галичина, Гайделяґер, грудень 1943.

## Капелани Дивізії
- о. Володимир Стецюк (доктор наук, розстріляний 19.07.1944 р. у с. Теребежа біля Золочева[17]),
- о. Данило Ковалюк (духовник 7-го полку, запасного полку[17]),
- о. Йосиф Голойда (капелан 6-го полку[17]),
- о. Михайло Левенець (дивізійний капелан, духовник 29-го полку піхоти[17]),
- о. Любомир Сивенький (2-й дивізійний духовник[17]),
- о. Ізидор Нагаєвський (духовник 29-го полку піхоти[17]),
- о. Михайло Ратушинський (духовник 30-го полку піхоти[17]),
- о. Богдан Левицький (духовник 31-го полку піхоти[17]),
- о. Іван Томашівський (духовник санітарного відділу[17]),
- о. Емануїл Кордуба (духовник 14-го полку артилерії[17]),
- о. Василь Лещишин (26 червня 1944 р. пропав безвісти[17]),
- о. Олександр Бабій,
- о. Олександр Маркевич (полевий духовник, з дивізії СС «Фрунсберґ»[17]),
- о. Юліян Габрусевич (духівник полевого запасного куреня, з дивізії СС «Вікінг»[17]),
- о. Осип Карпінський (духовник 4-го полку[17]),
- о. Всеволод Іван Дурбак (доктор наук, польовий духівник санітарного відділу, 26 червня 1944 р. пропав безвісти[17]),
- о. Йосиф Кладочний (доктор наук, духовник 30-го полку піхоти[17], потрапив у полон[18]),
- о. Палладій Дубницький,[19]
- о. Іов Скакальський (УАПЦ),[19]
- о. Олександер Новіцький[20][21].

## Бойові дії на східному фронті, бій під Бродами

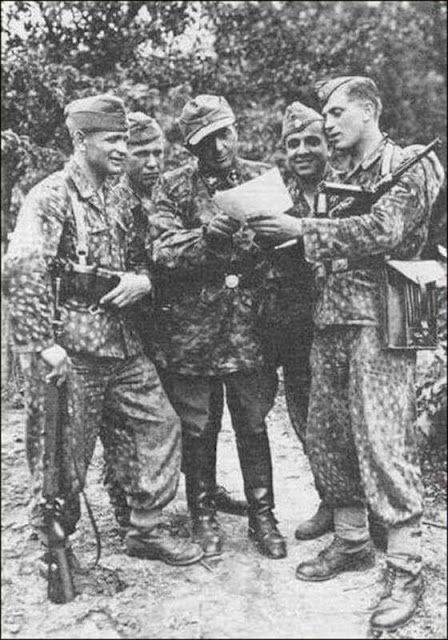
Поручник Михайло Ліщинський в центрі з вояками. Червень-липень 1944-го року.

На початку лютого 1944 року в Гайделягері сформували бойову групу «Байерсдорф», яка трьома ешелонами виїхала до України і включилася в бойові дії проти радянських і польських партизан в північно-західній частині Галичини і Холмщини. Через місяць повернулася до дивізії, яку на той час вже перевели до Нойгаммеру для завершальної частини формування.[джерело?]
У травні 1944 року дивізію відвідав Гіммлер, який тоді вперше назвав добровольців не галичанами, а українцями. Гіммлер залишився дуже задоволеним бойовою підготовкою дивізії, і у промові закликав «кріпити у боях дружбу українського та німецького персоналу дивізії».[джерело?] У своїй промові 16 травня 1944 року до офіцерів дивізії він проголосив:
Військовий статут, за яким дивізія формувалася як «піхотна кінно-упряжна» (тип 44 з деякими модифікаціями) мав дату «4 січня 1941 р.», змінену пізніше на «15 червня 1943 р.» До червня 1944 року дивізія мала назву "SS-Freiwilligen Division «Galizien» ("СС — добровільна дивізія «Галичина»), на початку травня вона отримала номер «14» і назву «14. SS- Freiwilligen Grenadier-Division (galizische Nr. 1)» — («14 СС добровільна гренадерська дивізія (Галицька № 1)», а 27 червня її присвоєна назва «14.Waffen— Grenadier- Division der SS (galizische Nr.1)» — «14-та гренадерська дивізія СС (Галицька № 1)».
28 червня 1944 р. за наказом командувача групою «Північна Україна» генерал-фельдмаршала Вальтера Моделя дивізію ввели до складу 13-го корпусу 4-ї танкової армії, яка тримала оборону 160-км відтинку фронту біля м. Бродів. Дивізія «Галичина» зайняла другу (запасну) лінію оборони фронту довжиною 36 км.
На фронт Дивізія примаршувала в неповному складі й увійшла в бойові дії на фронтовому відтинку під Бродами, маючи понад 11.000 вояків. Водночас 8.000 українців (з пізніших наборів до Дивізії, головно першої половини 1944 року) були ще у вишкільних таборах, а більше 1.000 вже вишколених вояків — у старшинських школах.
13 липня червоноармійське командування силами 1-го Українського фронту почало Львівсько-Сандомирську операцію, метою якої було оточення німецьких військ у Галичині, взяття Львова, і вихід на лінію Вісла-Сян. У результаті наступу військ маршала Конєва 18 липня 13-й корпус попав у оточення, а «Галичина» була кинута на різні відтинки для ліквідації небезпечного становища. Після жорстоких боїв під Бродами 22 липня 13-й корпус припинив існування, а залишки «Галичини» (близько 1000 осіб) на чолі з генералом Фрайтагом прорвалися із оточення і почали пробиватися у Закарпаття.
В тяжких боях під Бродами Українська Дивізія втратила понад 70 % вояцтва — бл. 8.000 вояків: 4.000 загиблими й полоненими, 1.000 — важко пораненими. З оточення змогли вийти близько трьох тисяч військових, які відступали за маршрутом Старий Самбір — Стрий — Ужгород — Середнє (село між Ужгородом і Мукачевим).
У селі Середнє зібралося близько 1500 бійців (разом із технічною сотнею та запасним куренем, які не попали в оточення) і після короткого відпочинку група повернулася до Нойгамера. Там до неї приєдналося ще 1500 осіб, вцілілих під Бродами, і навчально-запасний полк у кількості 8000 осіб і 5 поліційних батальйонів.
До 3.000 дивізійників, не маючи змоги вирватись з ворожого оточення, перейшли до УПА.

## Переформування та дії в Центральній Європі
5 вересня 1944 року вийшов наказ про нове формування дивізії. До 31 грудня дивізія мала бути готовою до бойових дій.
На цей час політична ситуація навколо дивізії докорінним чином змінилася. 17 жовтня 1944 року Гіммлер дозволив змінити назву дивізії на 14. Waffen-Grenadier-Division der SS (Ukrainische Nr.1).
В польській історіографії існує хибне свідченная про участь дивізії СС «Галичина» у придушенні Варшавського Повстання. Бо повсталі поляки всі іноземні підрозділи, які воювали на боці Німеччини, тоді називали українськими. Так передусім
говорили про бригаду Камінського. Ряд дослідників стверджують, що в придушенні повстання, брав участь Український легіон під командуванням Петра Дяченка, який втім, пізніше був влючений до складу дивізії «Галичина».
28 вересня командування СС наказало перемістити дивізію до Словаччини для охорони від партизанів району біля м. Жилини, де дивізія продовжила переформування.
У Словаччині місцеве населення, неприязне до комуністів, добре ставилося до дивізії. Бійці дивізії навіть взяли під свій захист словацьких робітників, яких тероризували комуністичні партизани.
Словацький історик Міхал Шмігель у спільній монографії з російським істориком з Томського університету Олександром Черкасовим наводять матеріали про те, що солдати дивізії можливо брали участь у рейді на село Смерцани, де було спалено 80 зі 120 будинків і вбито чотирьох мирних жителів, у селі Нижня Боца — п'ятеро, у січні 1945-го солдати дивізії провели обшук у Подгоріє, де ховалися вісім євреїв. 16 жовтня 1944-го у селі Плешіва дивізійники вбили трьох цивільних, серед них була дворічна дівчинка. У Радошці вони вбили і пограбували чоловіка, що переховував партизан. За деякими даними, під час відступу зі Словаччини у січні 1945-го дивізійники за наказом нацистів відбирали в місцевого населення коней та вози. Начальник же штабу дивізії Вольф-Дітріх Гайке писав у мемуарах про окремі «прикрі інциденти» щодо цивільного населення, пов'язуючи їх із діяльністю бригади «Дірлевангер», а також Східнотюркського бойового з'єднання.
26 січня 1945 року дивізію перекинуто до Югославії, де вона воювала з югославськими партизанами.
Пізніше дивізію перевели до Австрії, де вона брала участь у боях біля замку Гляйхенбер. Бій закінчився перемогою дивізії, і двох українців було нагороджено Залізними Хрестами 1-го класу: це поручники Володимир Козак і Остап Чучкевич. Володимир Козак 15 квітня 1945 року на чолі свого підрозділу зняв блокаду замку Гляйхенбер, а Остап Чучкевич 6 і 8 квітня 1945 року очолив вдалі контратаки «галичин», у ході яких вдалося відбити колишні бойові позиції.

## Створення УНА

Карта боїв дивізії у квітні-травні 1945 біля міста Фельдбах.

Наприкінці 1944 року німці запропонували українцям створити Український Національний Комітет (УНК) як представника українського народу. Але при цьому німці наполягали на тому, щоб УНК був складовою частиною російського «Комітету Визволення Народів Росії», який очолювався генералом Андрієм Власовим, від чого українці відмовилися.
12 березня 1945 року пронімецький уряд визнав УНК на чолі з генералом Павлом Шандруком єдиним представником українського народу з правом організації Української Національної Армії (УНА). Командуючий УНА 15 березня був призначений Павло Шандрук, начальником штабу — генерал Аркадій Валійський, а 17 березня стало початком формування УНА.
До складу регулярних частин УНА мали увійти: — дивізія «Галичина», котра з 19 квітня 1945 року дістала назву «1-ша Українська Дивізія УНА» (1 УД УНА); — всі українські добровільні формування, що входили до складу різних німецьких частин і з 1943 року мали назву «Українське Визвольне Військо» (УВВ); — добровольці з числа військовополонених українців і цивільних робітників у Німеччині; — батареї протиповітряної оборони, сформовані з української молоді. 7 квітня 1945 року, коли Червона армія вже захопила східні передмістя Берліна, генерал Шандрук виїхав у 1-шу УД, яка перебувала на фронті в районі Фельдбаха, й прибув туди 18 квітня. Він представив штабу майбутнього нового командира дивізії, а поки що — начальника штабу, генерала Михайла Крата.
25 квітня частини дивізії були приведені до «присяги на вірність Україні».

## Перехід в зону окупації західних військ
7 травня, дізнавшись про неминучу капітуляцію Німеччини о 1-й годині ночі 9 травня, генерал Шандрук наказав дивізії відійти з лінії фронту не пізніш як 8 травня і форсованим маршем перейти за річку Муру в зону окупації західних військ. Дивізійні сапери налагодили міст через ріку, яким скористалася не тільки дивізія, а й німецькі та угорські частини на відступі. Червоноармійські війська в районі Юденбурга танковим ударом розсікли дивізію на дві частини. Попри те, основна частина дивізії опинилася в англійській окупаційній зоні в районі Тамсвега, а командування УНА і меншу частину 1-ї УД інтернували американці в Радштадті.
Англійці перемістили близько 12 тис. осіб зі складу дивізії «Галичина» в табір для інтернованих в м. Шпиталь, а звідти — до Італії, де вони перебували в таборах у Белларії, а з листопада 1945 по травень 1947 року — в Ріміні. Перебуваючи в Реміні, дивізійники демонстрували свій патріотизм, збираючись щодня на процедуру підняття державного прапора. У травні-червні 1947 року всі українці, за винятком 1052 осіб, що виявили бажання повернутися до СРСР, і 176, що перейшли у 2-й польський корпус генерала Андерса, були перевезені до Англії. Там їх розмістили у таборах військовополонених, де залучили до сільськогосподарських робіт. Цілковите звільнення настало наприкінці 1948 року Колишні вояки дивізії після звільнення роз'їхалися по всьому світу — у США, Канаду, Австралію, Аргентину.
На відміну від інших підрозділів, сформованих з колишніх радянських громадян, військовослужбовці СС «Галичина» не були видані радянському уряду, що деякі історики пояснюють впливом Ватикану.

## Нагороди вояків дивізії

### Кавалери Лицарського хреста Залізного хреста
Єдиним бійцем дивізії, нагородженим Лицарським хрестом під час служби в дивізії, був її командир, бригадефюрер СС і генерал-майор військ СС і поліції Фріц Фрайтаґ (30 вересня 1944).

## Поховання вояків дивізії

### Австрія
- Фельдбах

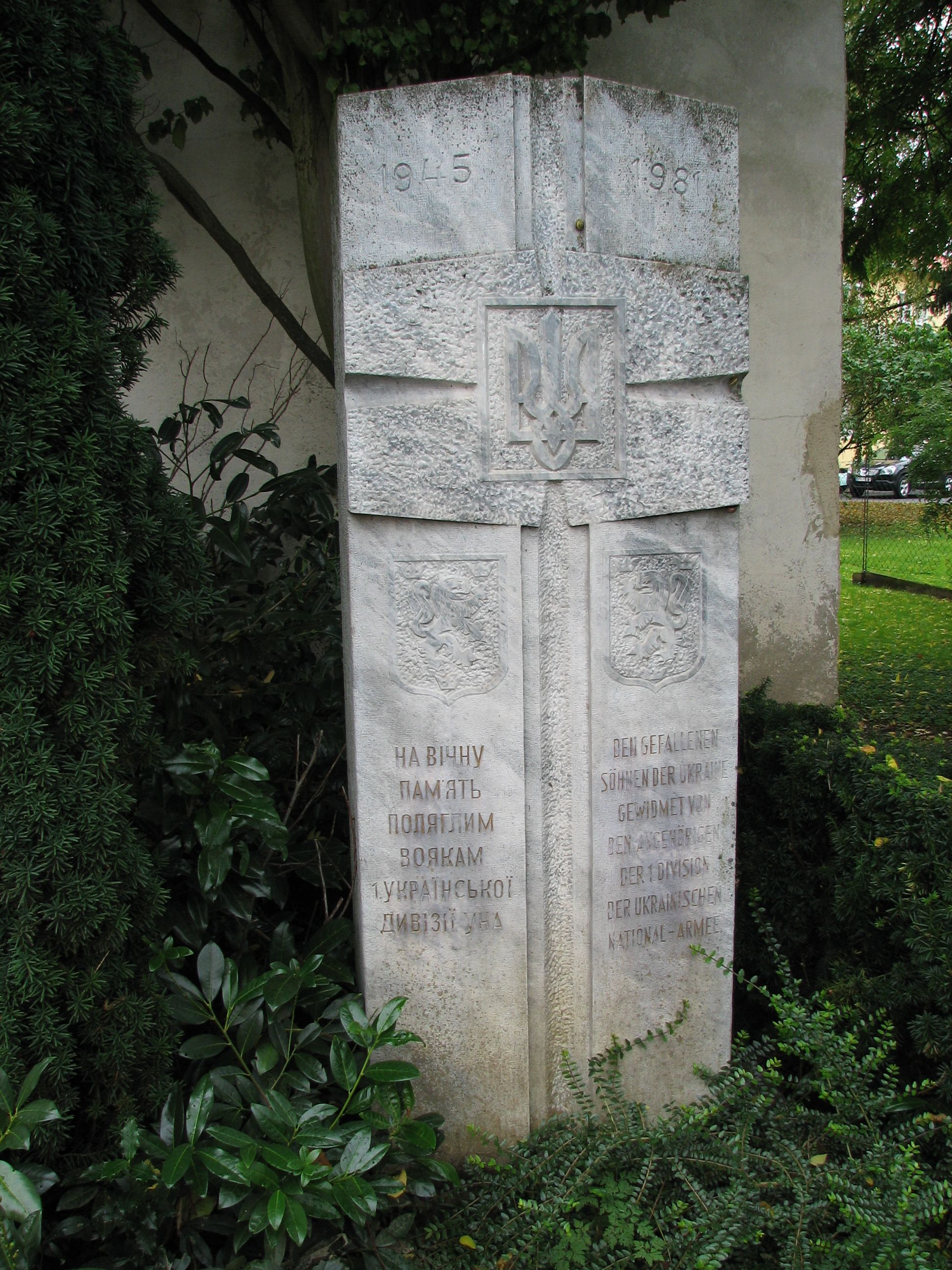
Пам'ятник воякам 1-ї Української дивізії УНА
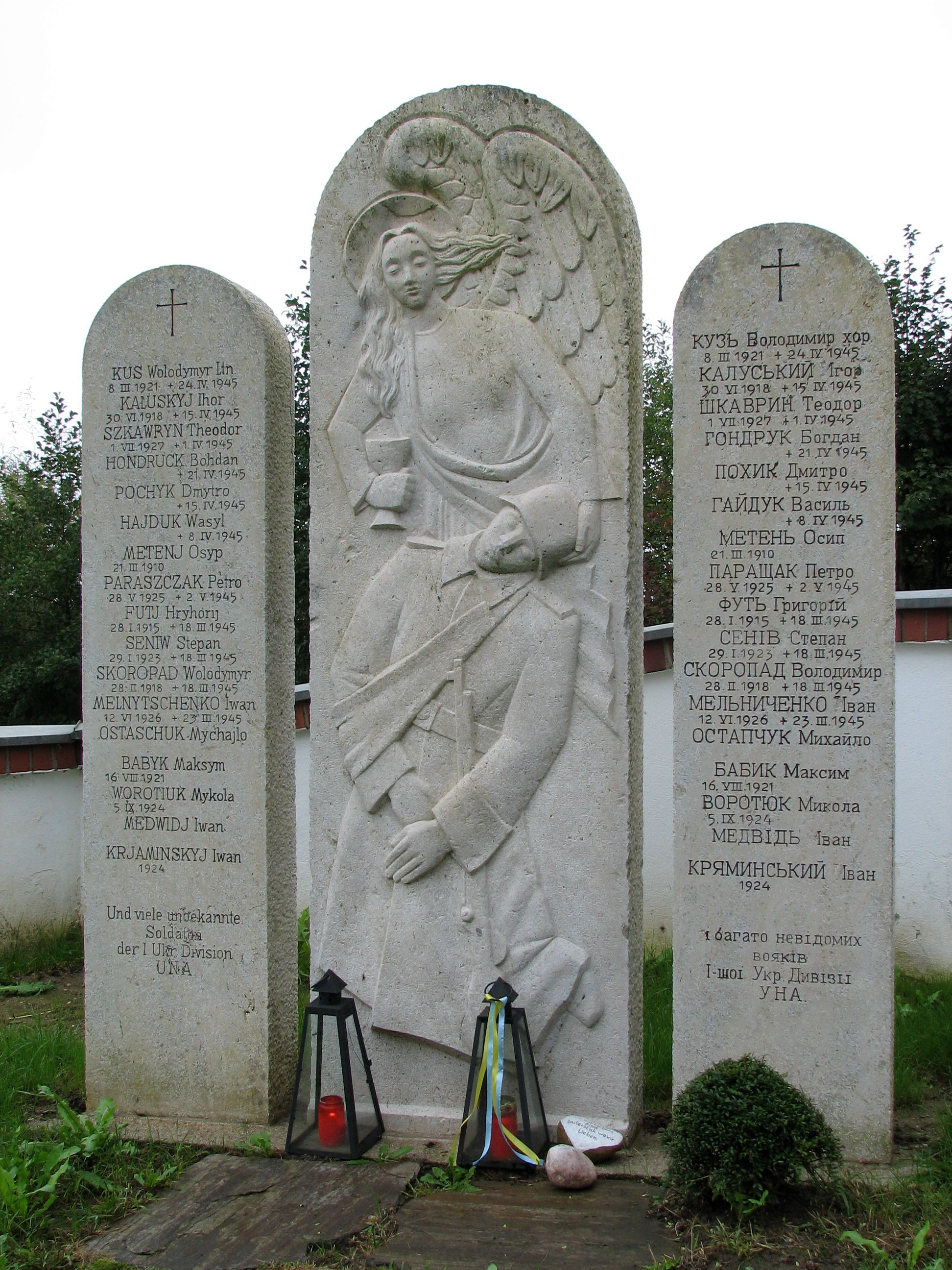
Поховання українських вояків на міському цвинтарі
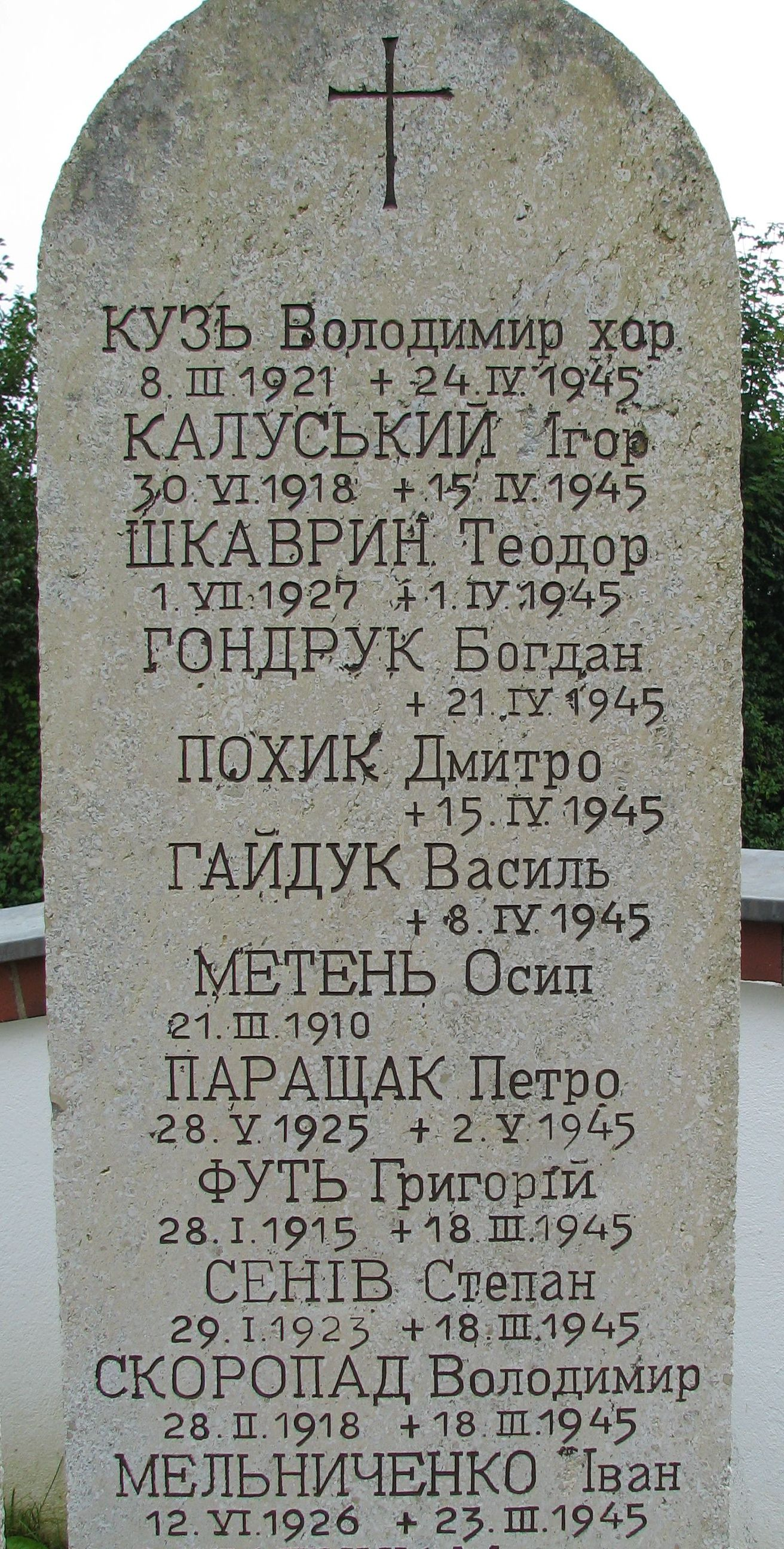
Написи українською мовою на пам'ятнику
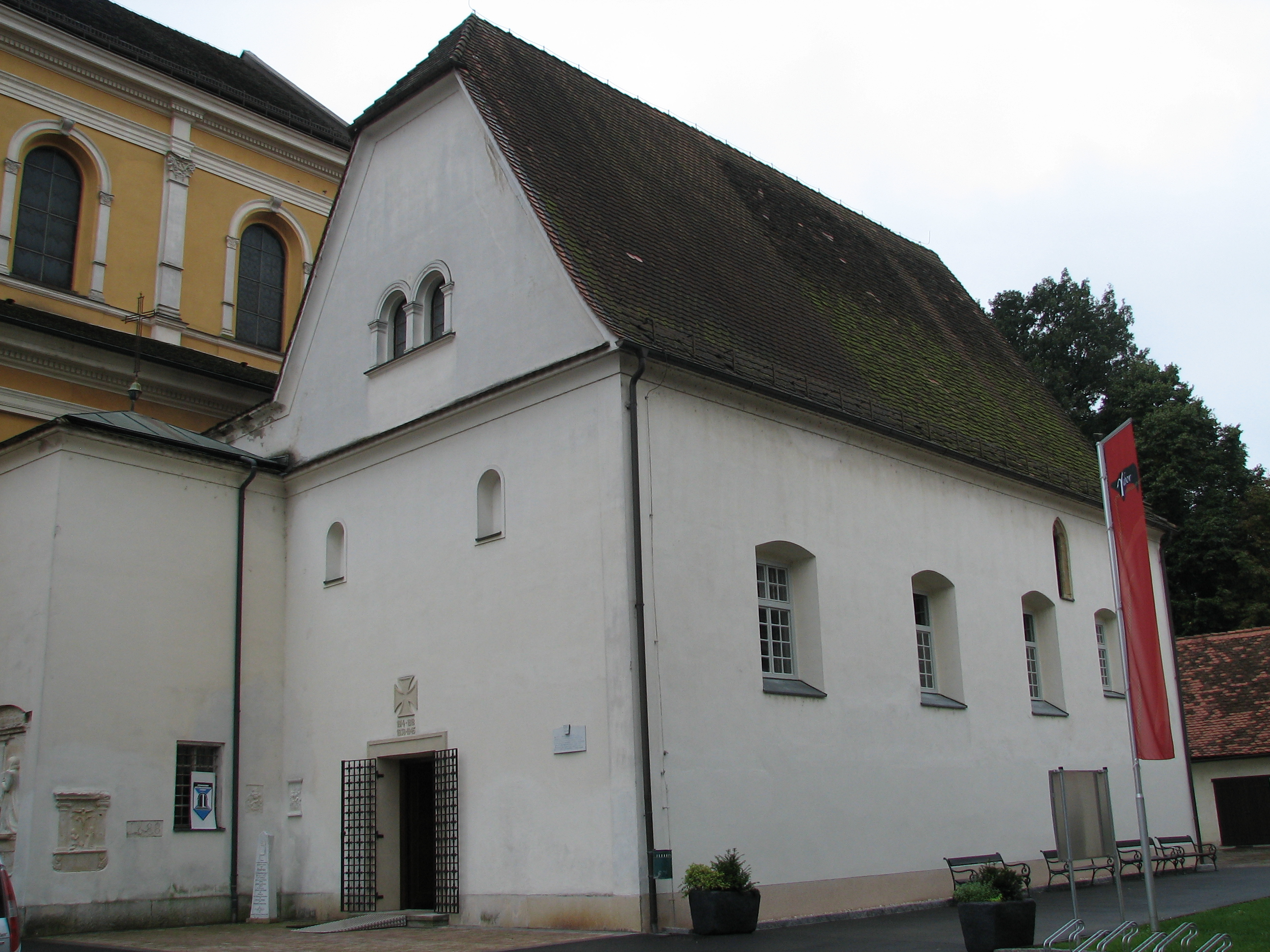
Каплиця, у якій знаходиться меморіальна дошка українським воякам
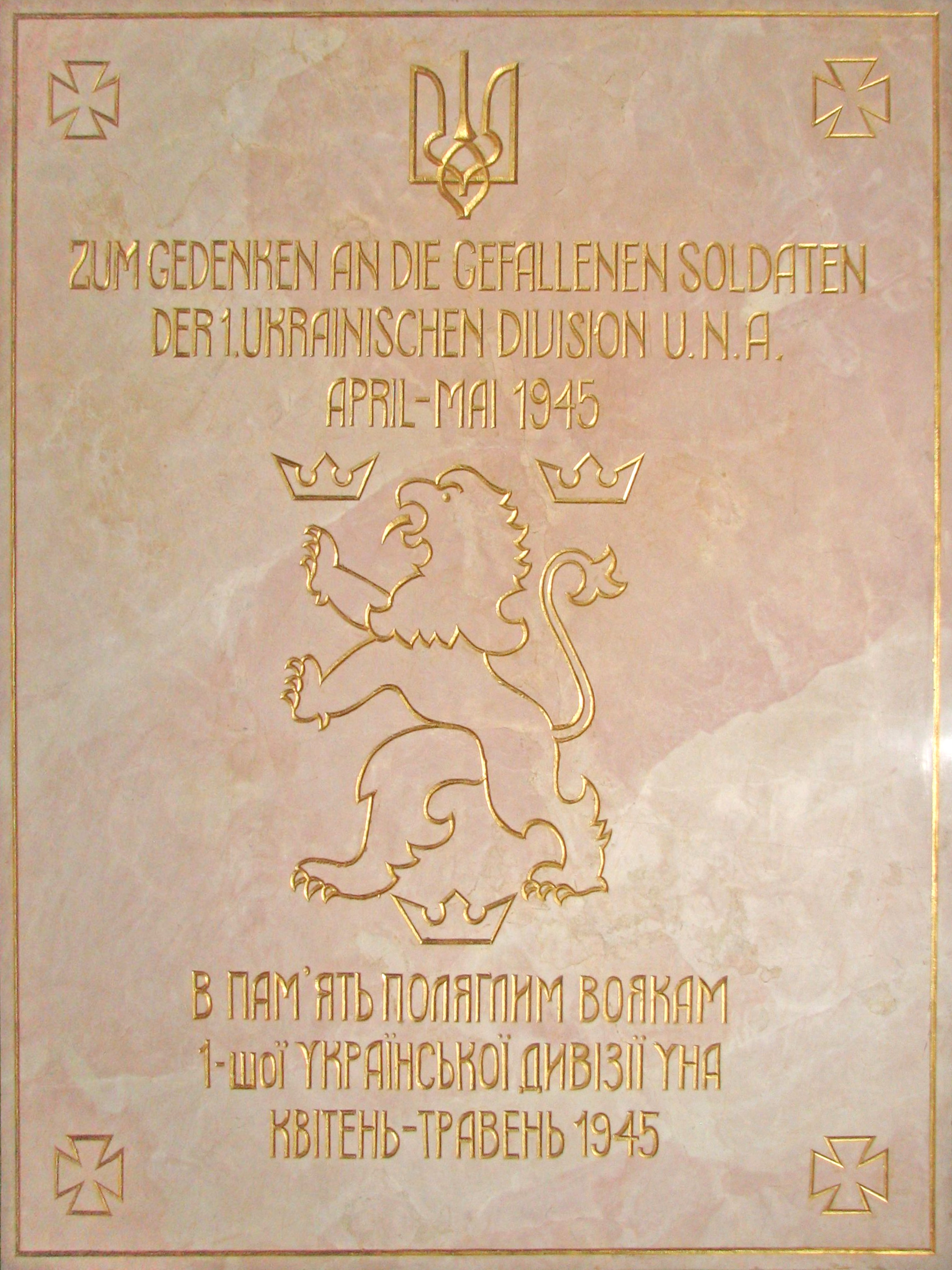
Меморіальна дошка

- Траутманнсдорф-ін-Остштаєрмарк

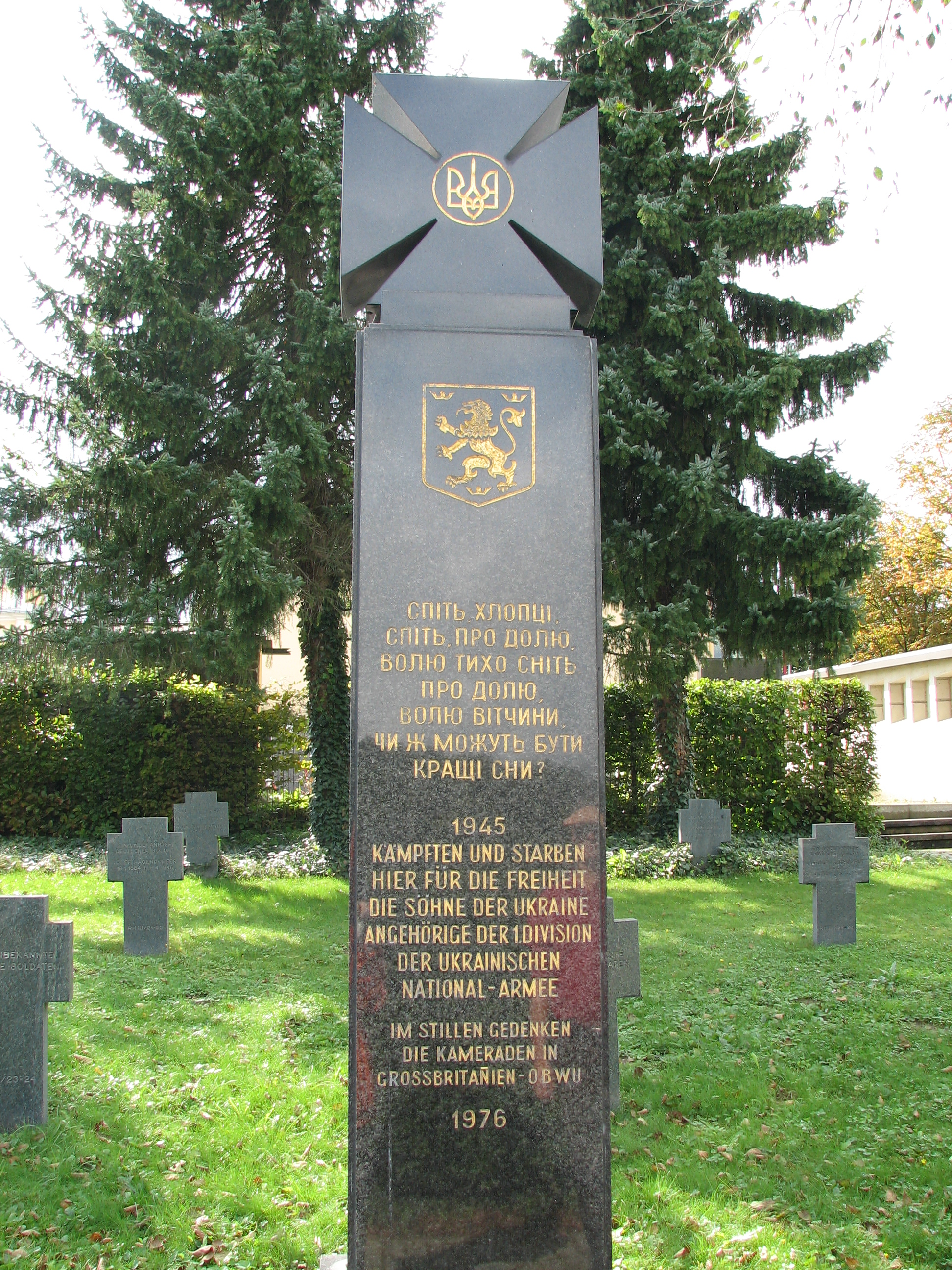
Пам'ятник воякам 1-ї Української дивізії УНА
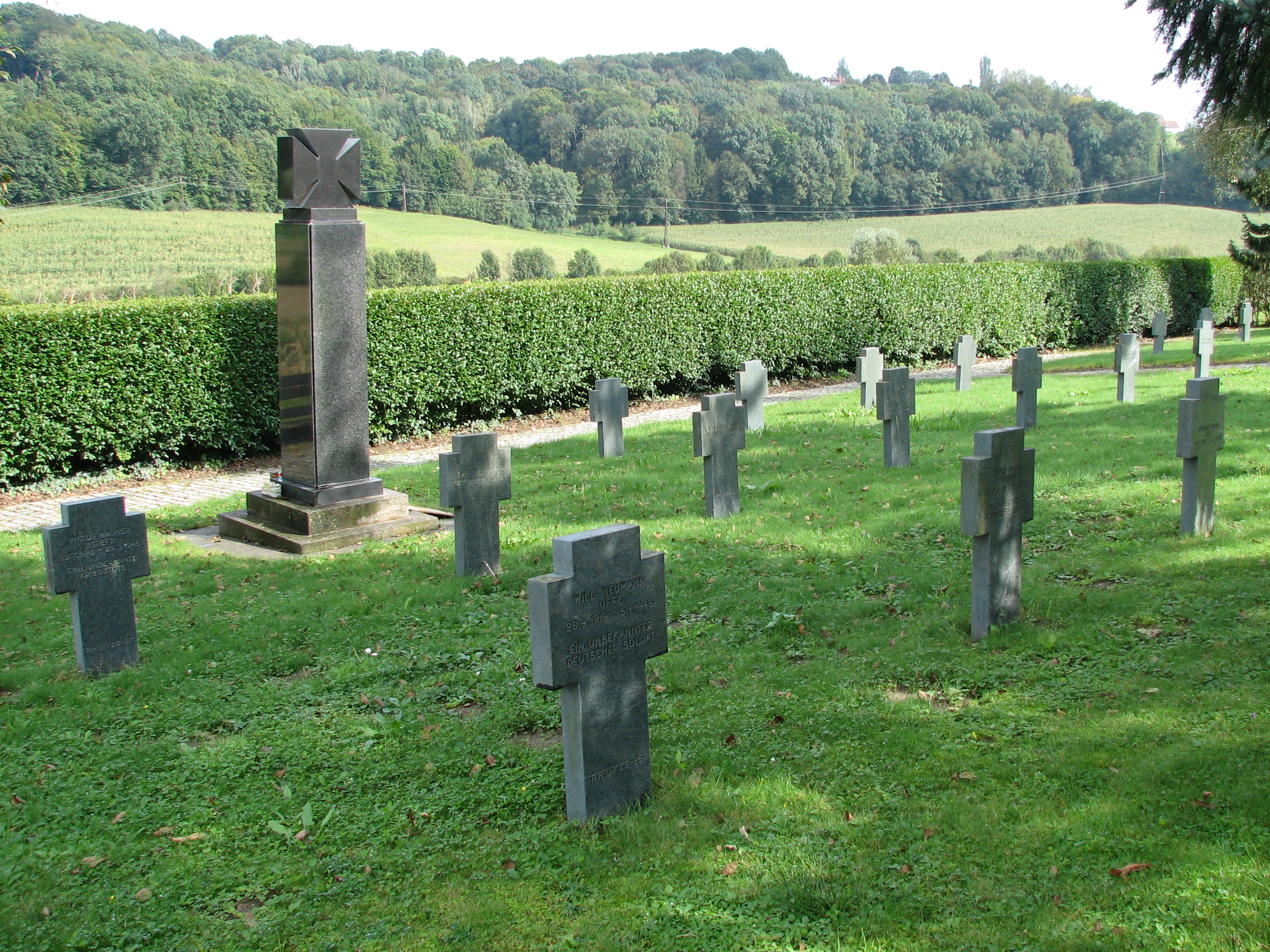
Загальний вид цвинтаря
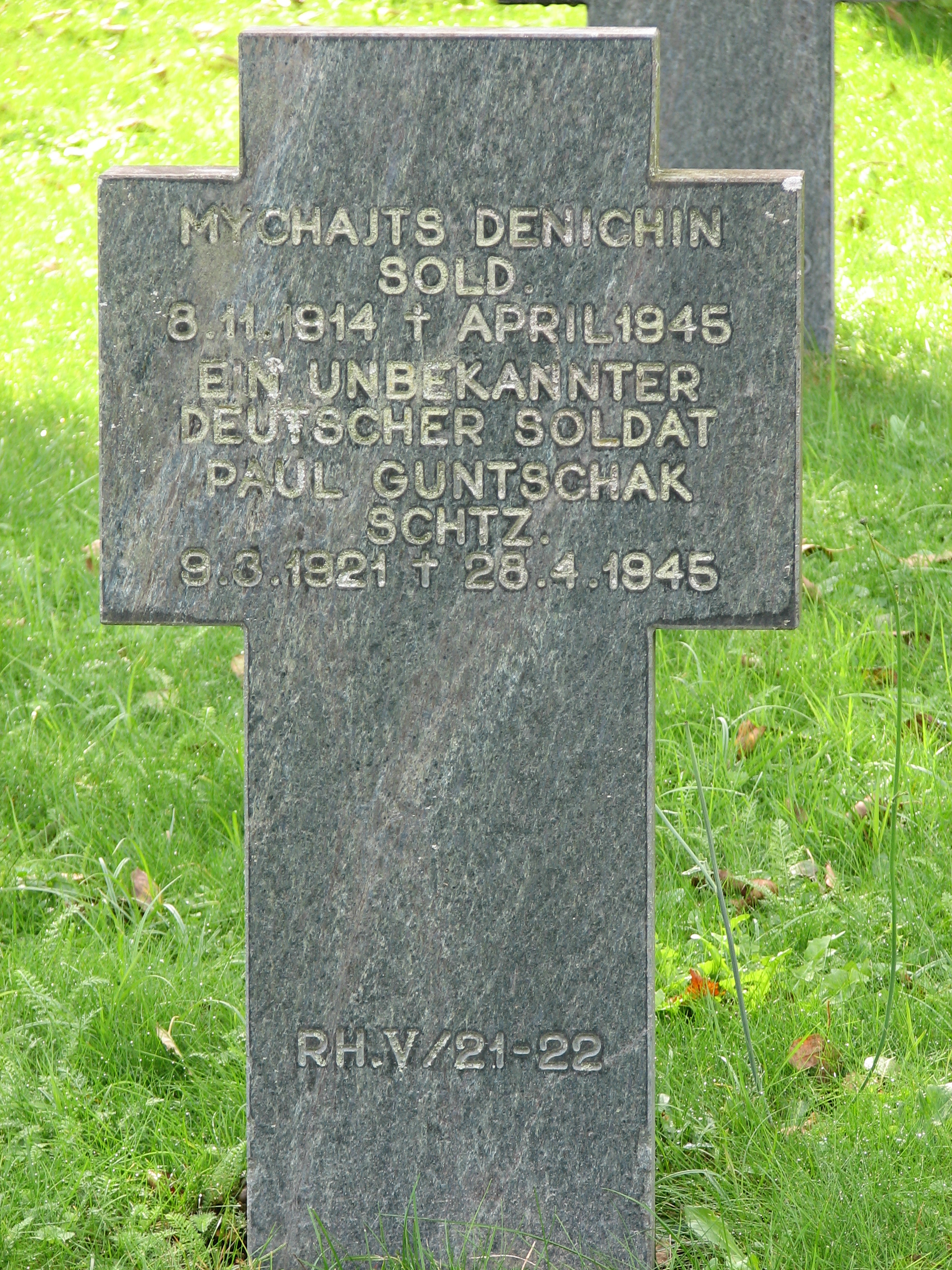
Могила українського солдата

- Бад-Глайхенберг

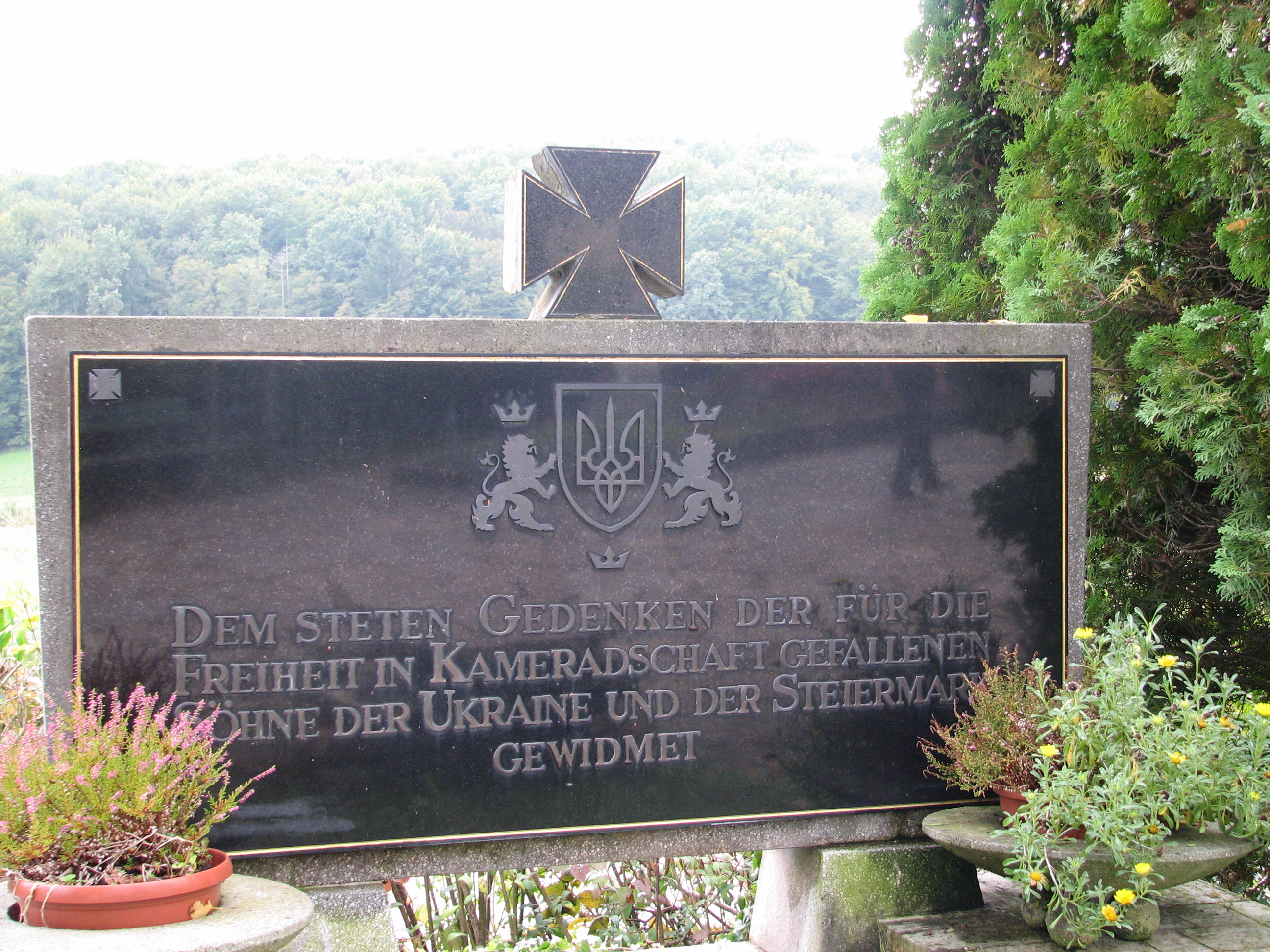
Пам'ятник воякам 1-ї Української дивізії УНА
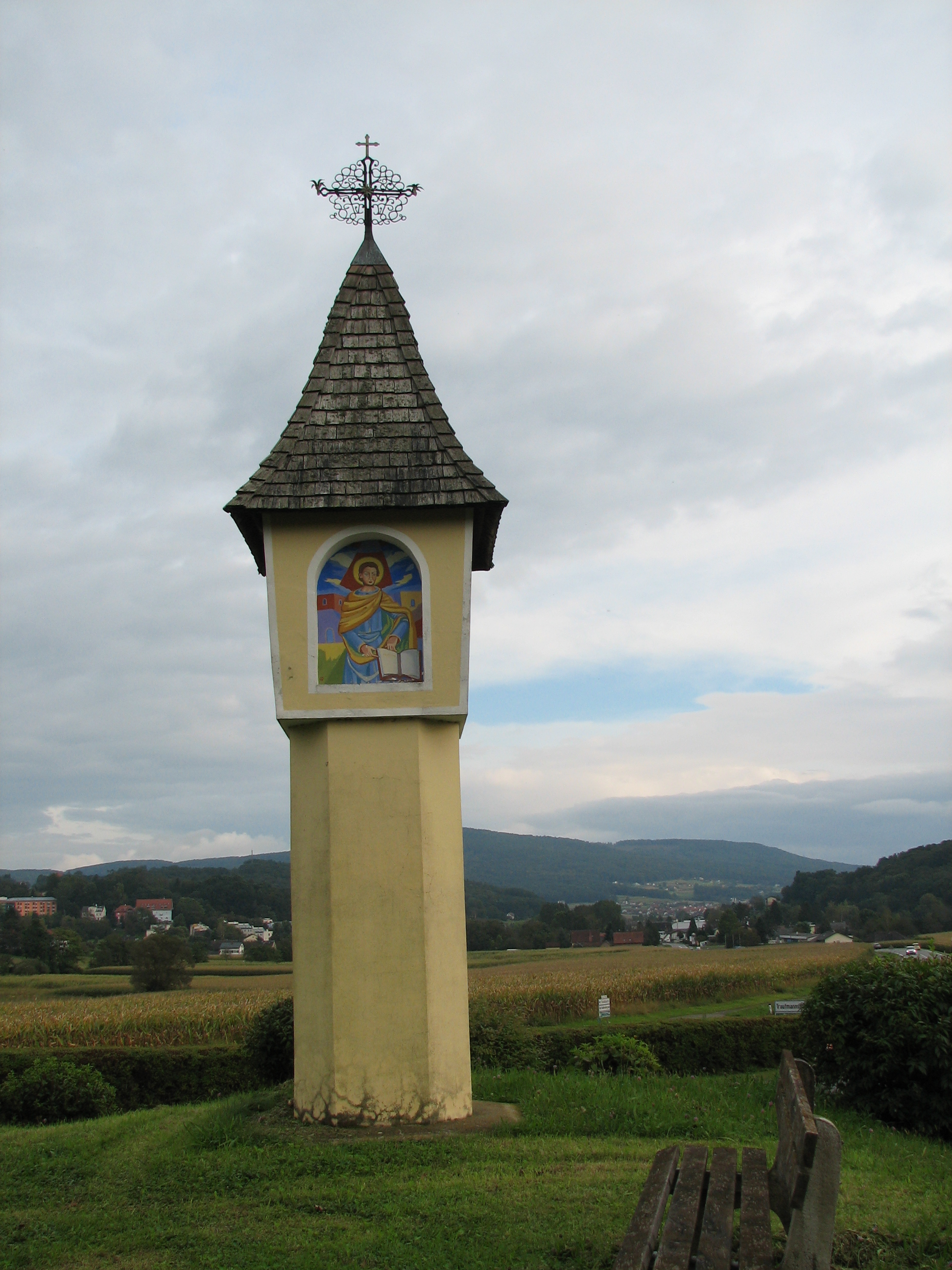
Капличка біля цвинтаря

- Гнас

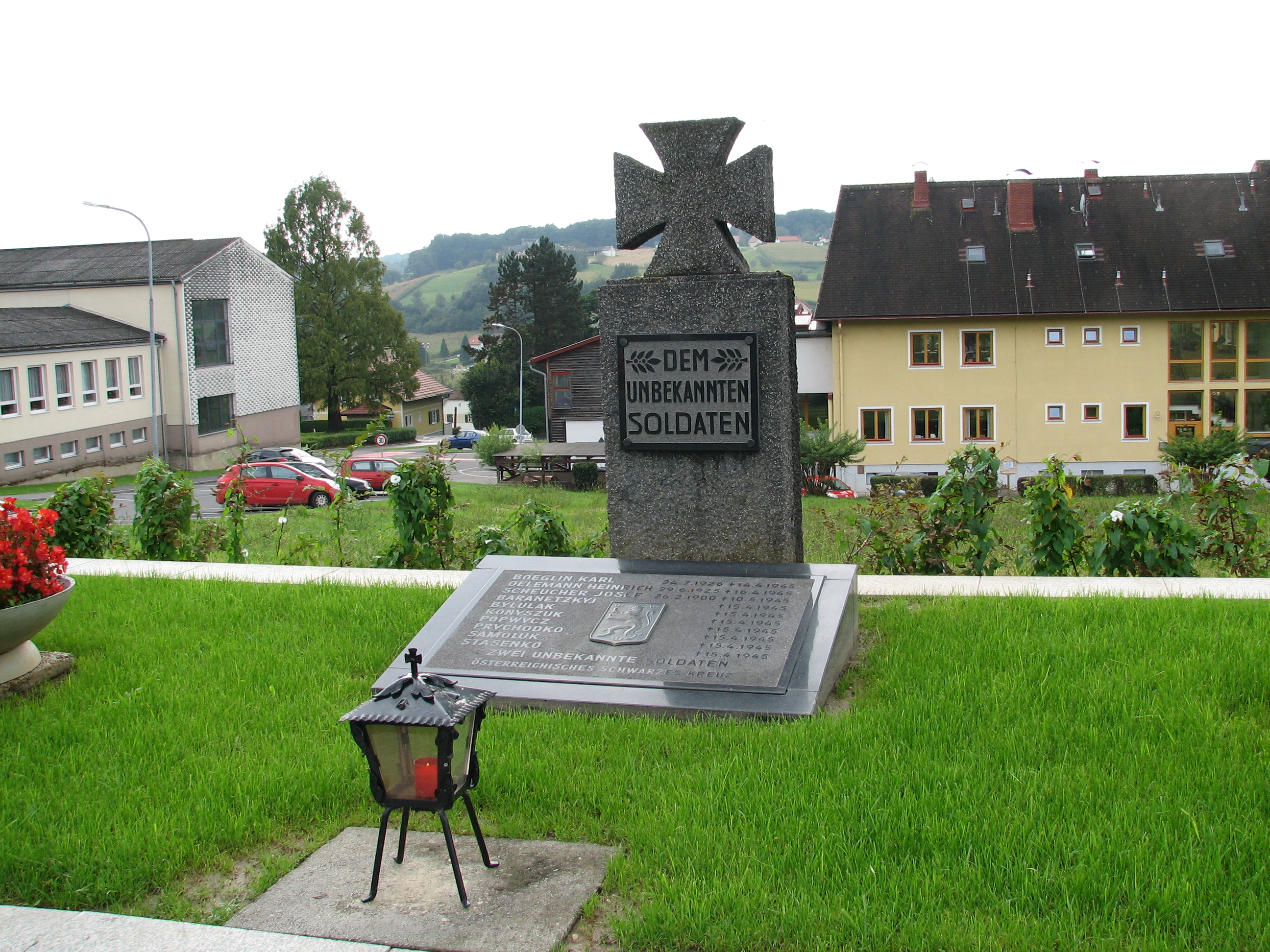
Пам'ятник воякам 1-ї Української дивізії УНА
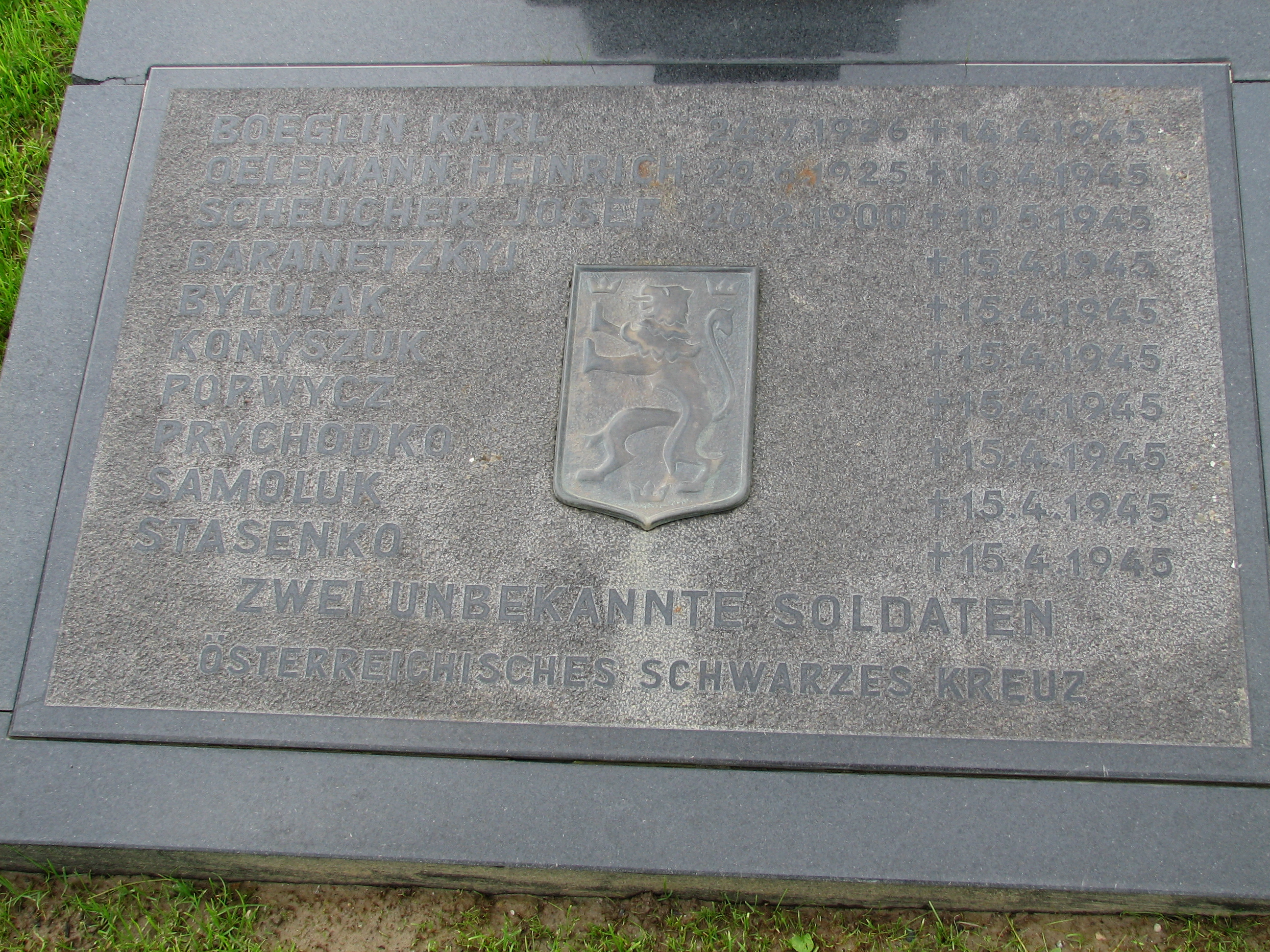
Напис на пам'ятнику

### США
Хрест, присвячений дивізії, встановлено на українському католицькому цвинтарі Святої Марії, що в парку Елкінс, у передмісті Філадельфії. Американський єврейський комітет заявив, що пам'ятник має бути прибраний. Ще один пам'ятник встановлено у Воррені, передмісті Детройта, на фасаді будівлі української кредитової спілки. Мер міста Джеймс Футс, коли йому повідомили про цей пам'ятник, заявив, що: «Немає жодного шансу, що ми підтримаємо щось подібне».

### Україна
- село Червоне, Золочівська міська громада Золочівський район, Львівська область

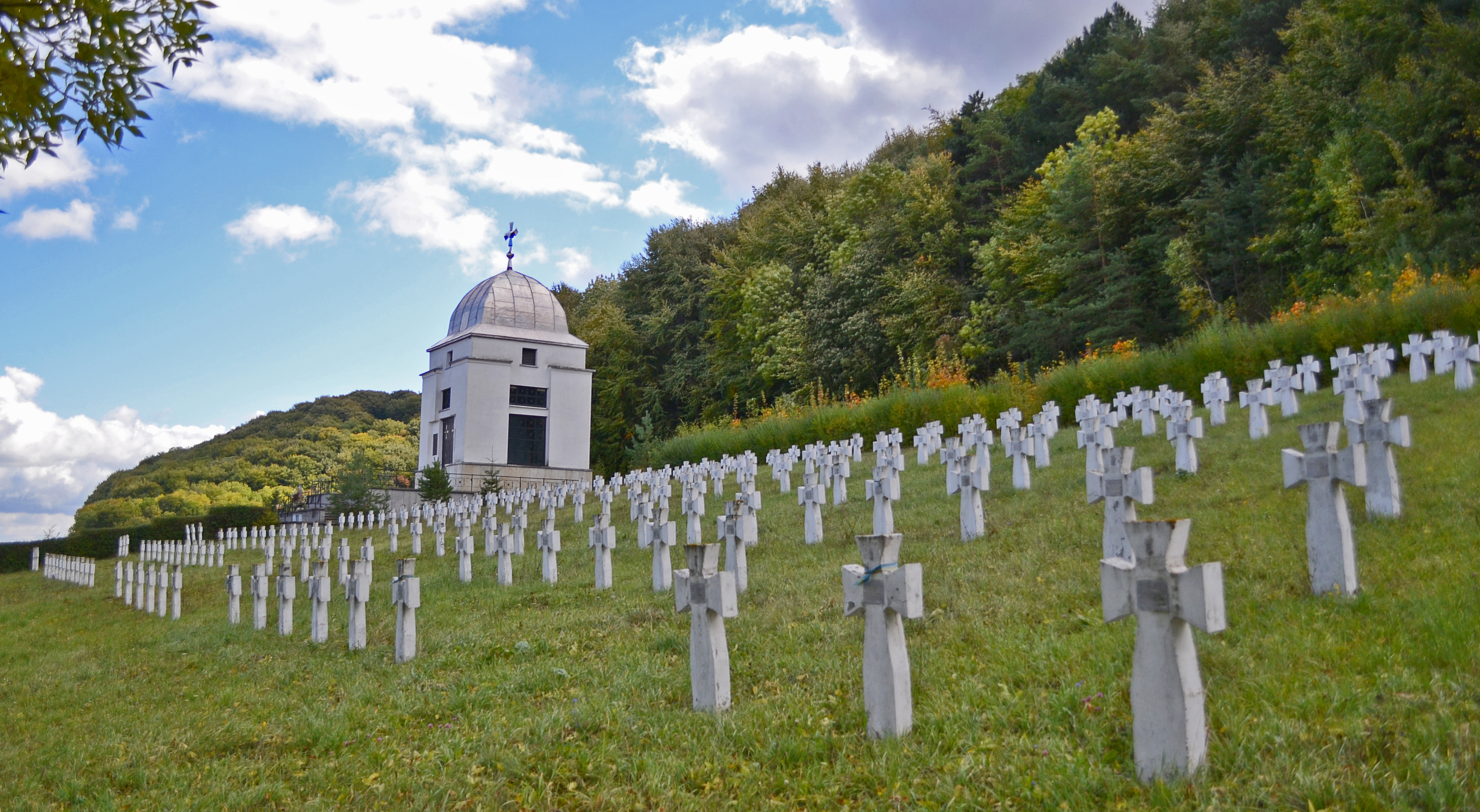
Поховання воїнів дивізії «Галичина». Село Червоне, Золочівська міська громада Золочівський район, Львівська область
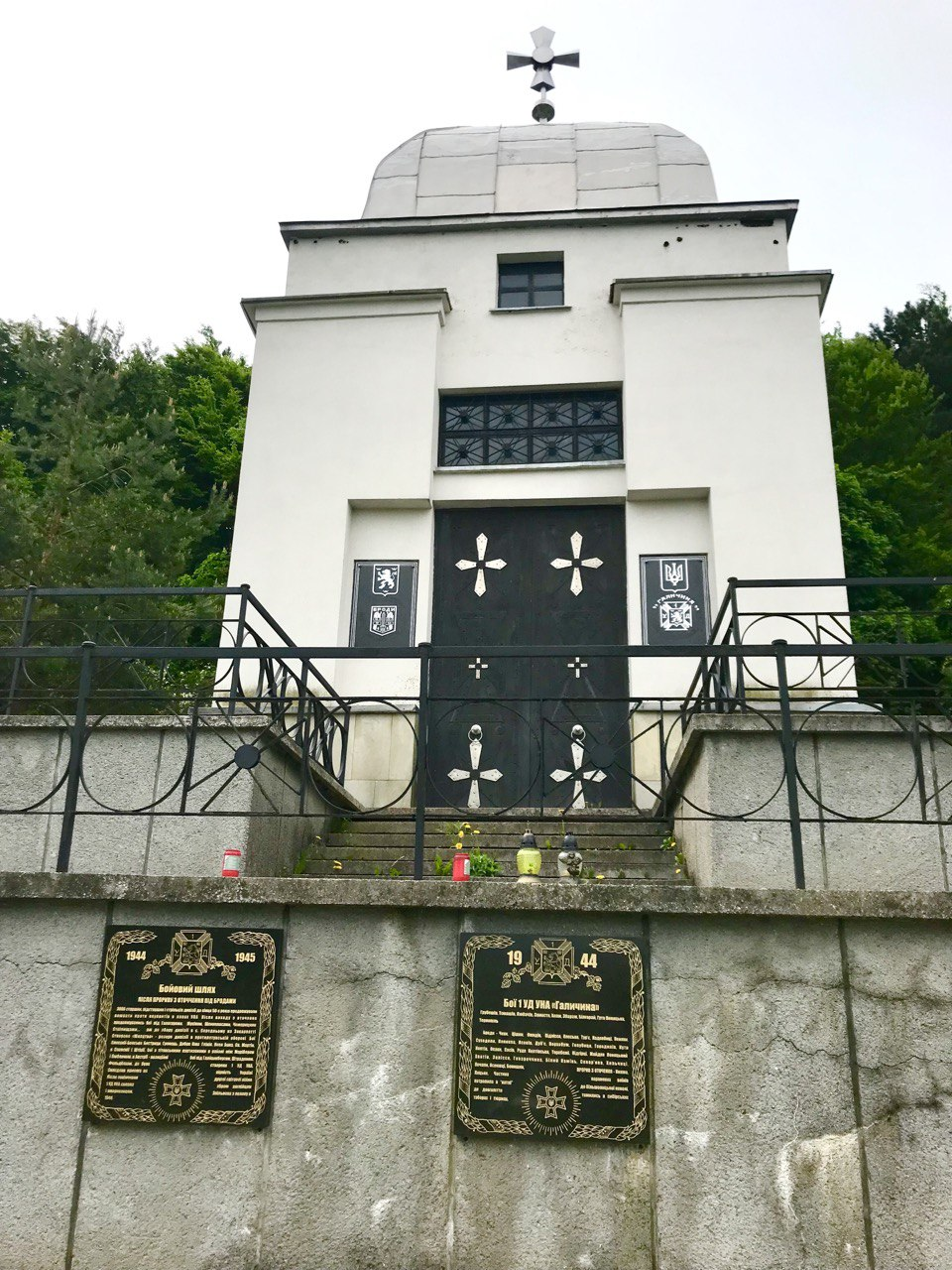
Поховання воїнів дивізії «Галичина». Золочівський район, Львівська область

- Бродівський район, Львівська область

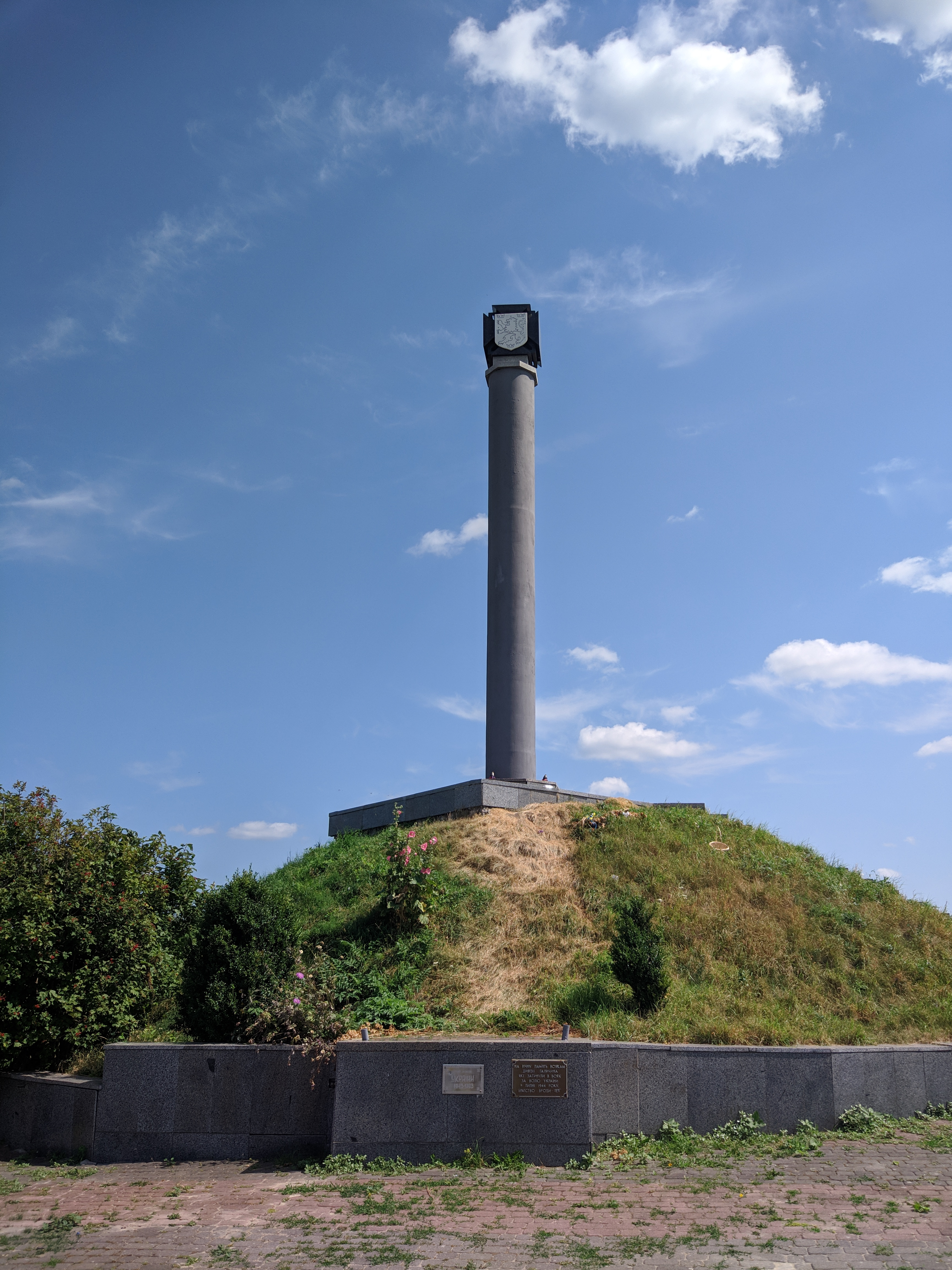
Пам'ятник-обеліск українським воякам дивізії «Галичина» у селі Ясенів
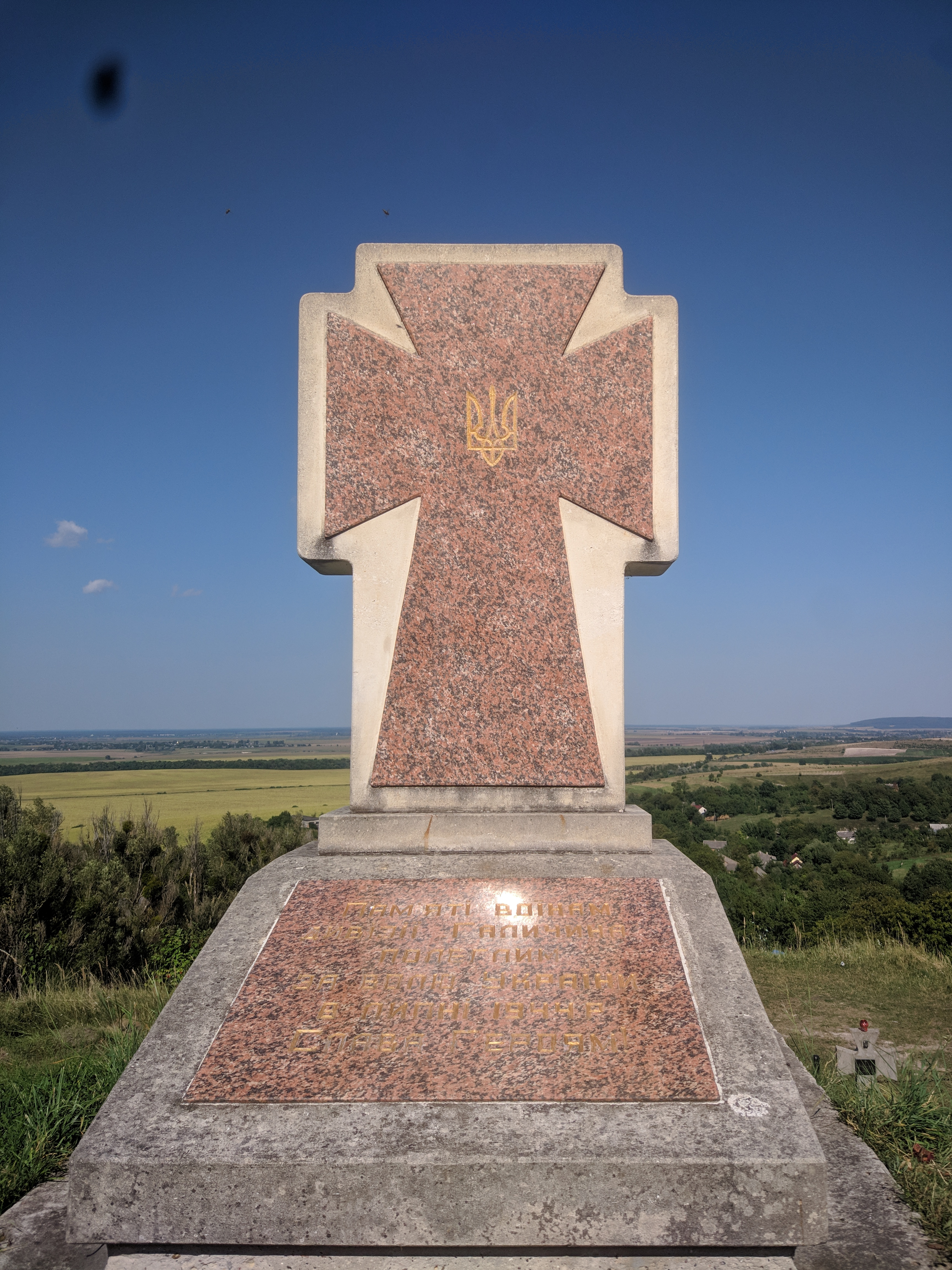
Пам'яті українським воякам дивізії «Галичина» у селі Підгірці

- Львів

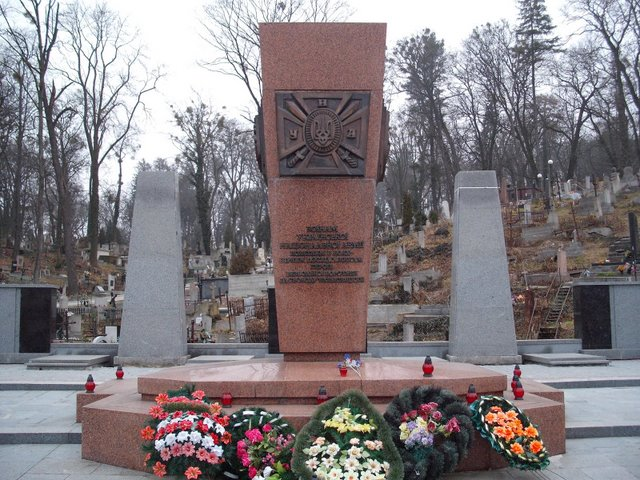
Пам'ятник українським воякам дивізії «Галичина» на Личаківському цвинтарі

## Вшанування пам'яті
- В Івано-Франківську є «вулиця Української Дивізії».[31]
- У Тернополі є «вулиця Вояків дивізії „Галичина“».

## Оцінка діяльності дивізії
Після закінчення Другої світової війни, протягом років лунали звинувачення у скоєнні воєнних злочинів вояками дивізії, зокрема проти поляків та євреїв.
Рішення Нюрнберзького процесу, який тривав з 20 листопада 1945 до 1 жовтня 1946 року та розглядав воєнні злочини нацистів, однозначно заявляє, що фізично неможливо виділити хоч якусь окрему частину СС, за якою можна було б достовірно встановити неучасть у заходах, що призвели до агресивної війни, а також ще більшою мірою в акціях, які є воєнними злочинами та злочинами проти людства, а також через те, що ця злочинна діяльність була досить широко відома членам організації і найлогічним чином випливала з тих принципів, на яких будувалася ця організація, і тому оголошує злочинцями всіх осіб, які були офіційно прийняті в члени СС, включаючи членів організації. Загальних СС, військ СС, СС «Мертва голова» та членів будь-якого роду поліцейських служб, які були членами СС" (за винятком членів так званих кавалерійських з'єднань СС та осіб, які перестали бути членами СС до 1 вересня 1939 року), «які стали членами цієї організації або залишалися її членами, знаючи, що ця організація використовується для вчинення дій, які визначаються злочинними відповідно до статті 6 Статуту, або тих осіб, які були особисто замішані як члени організації у скоєнні подібних злочинів, за винятком, однак, тих осіб, які були призвані до цієї організації державними органами, причому таким чином, що вони не мали права вибору, а також тих осіб, які не чинили подібних злочинів».
Канадсько-американський історик, професор «Торо Університету» (Нью-Йорк) та дослідник історії українських євреїв Генрі Абрамсон вважає, що «людям, що зголосилися до дивізії, значно більше розходилося у боротьбі проти російських загарбників, ніж на чомусь, що асоціюється з нацизмом». Солдати дивізії, на його думку, «проти єврейського населення не вчинили жодного воєнного злочину, зокрема й тому, що у 1943 році переважна більшість євреїв, які мешкали в Галичині, була або замордована, або вивезена в Сибір, або ж переховувалася.»
За словами Дітера Поля, існує висока ймовірність того, що солдати з дивізії СС «Галичина» брали участь в облавах на євреїв у Бродах у лютому 1944 року. (Усе наявне єврейське населення міста Броди було знищене нацистами ще 1 травня 1943 року, в результаті ліквідації місцевого гетто).
На вимогу Фонду Візенталя та деяких членів парламенту Канади в 1986 році створили урядову комісію, відому як Комісія Дешена. Вона мала розслідувати факти переховування воєнних злочинців у Канаді, серед них також і колишніх вояків дивізії. Після вивчення архівних матеріалів і допиту свідків комісія у своєму офіційному рішенні від 1987 року визнала, що:
- не існувало доказів скоєння злочинів Дивізією «Галичина»;
- членство в дивізії не могло бути підставою для судового переслідування в Канаді;
- не існувало підстав для позбавлення громадянства чи переслідування ветеранів дивізії в Канаді[37].

Український історик єврейського походження Алік Гомельський зауважує, що «комісія Дешена кілька разів просила Фонд Візенталя та персонально Симона Візенталя надати докази стосовно дивізійників, які мешкають у Канаді, про які говорили багато років, нібито вони в них є. Але так і не отримала цих доказів, тільки обіцянки. Це негарно, але це теж правда - незручна правда, тому одна з моїх книг так і називається «Історія.Незручна правда»».
28 квітня, щорічно, у Львові проводиться парад «вишиванок» в честь воїнів СС «Галичина». 30 квітня 2021 року, після проведення такого маршу в Києві, президент України Володимир Зеленський заявив про це: «Категорично засуджуємо будь-які прояви пропаганди тоталітарних режимів, зокрема націонал-соціалістичного, та спроби переглянути правду про Другу світову війну. Не було й не могло бути жодного українського інтересу в тому, що нацисти намагалися використовувати людей на захоплених територіях заради своїх цілей. Розгром нацизму був перемогою для нашого народу. Українці разом з іншими народами вибороли право на життя». Проведення маршу було засуджено урядами Німеччини та Ізраїлю.
Верховний Суд України 5 грудня 2022 року прийняв остаточне рішення і підтвердив відсутність нацистської символіки в емблемі дивізії «Галичина». Натомість деякі неурядові організації: Freedom House та Української Гельсінської спілкою з прав людини класифікують цей символ, як нацистський символ ненависті та ворожнечі.
У 2016 році, 7 липня Сенат, а 22 липня Сейм Польщі прийняли ухвали «Про вшанування пам'яті жертв геноциду, вчиненого українськими націоналістами проти громадян Другої Речі Посполитої у 1939—1945 роках», в якій визнали дії ОУН, УПА, дивізії «Галичина» та інших українських колабораціоністських формувань проти польського населення геноцидом.
За рішенням депутатів Львівської міської ради від 20 березня 2013 року з 1 квітня близько 15 ветеранів дивізії, які проживають у Львові, вперше в історії України отримають від міста доплату до пенсії у розмірі тисячу гривень.
Український інститут національної пам'яті в особах своїх очільників виступав проти героїзації дивізії. Зокрема, у 2018-му колишній директор УІНП Володимир В'ятрович заявляв, що «річниця створення дивізії „Галичина“ не свято для українців». У 2021-му, коли в Києві проходив марш на честь Дивізії, тодішній голова УІНП Антон Дробович наголосив: «Глорифікація військ СС — це неприпустимо для європейської країни».
«Тисячі хлопців, які вірили, що захищають Україну, безвідповідальні керівники кинули в м'ясорубку під Бродами, і захищали вони, фактично, не Україну, а Третій рейх. Тому про які вшанування роковин дивізії може бути мова? Радше це траур, немає чому тішитись, йдеться про трагедію людей, які у вирі Другої світової війни опинились у надзвичайно складній ситуації. Люди були дезорієнтовані, не знали, до кого примкнути, в який спосіб проявити свій патріотизм і це стало наслідком того, що багато осіб дійсно вступали добровольцями в дивізію СС „Галичина“, але гинули вони за чужу справу, не за Україну. Бо Гітлер ніякої самостійної України не збирався встановлювати». «Якби дивізія створювалась у 1941 році, то можна було б зрозуміти ілюзії добровольців. Бо тоді ще не було зрозуміло, що Гітлер несе для України. Але у 1943—1944 роках, після того, як гітлерівці вчинили в Україні масовий терор, знищили кілька мільйонів людей, плекати якісь ілюзії стосовно того, що гітлерівська Німеччина може бути союзником України, це був нонсенс» — говорить український історик, професор Українського католицького університету Олександр Зайцев.
Історик Микола Посівнич зазначає, що: «Була дуже добра пропаганда і СС розшифровувалась, як січові стрільці. Тому в дивізію пішли так багато освічених людей саме з патріотичних міркувань. Вони ідентифікували себе з тими, хто бореться за незалежну Україну. У 1943 році всі ще мовчали про злочини нацистів. Лише коли перші війська західних союзників увійшли в концтабори, тоді світ дізнався про злочини Гітлера. А до того всі мовчали і не переймались нацистськими злочинами. Для мене важливим є те, що провід ОУН Степана Бандери засуджував створення дивізії як шкідливий політичний проєкт, який не буде служити українським інтересам, що українці знову опиняться між молотом і кувалдою. Так і сталось».
22 вересня 2023 року, парламентарі Канади та Президент України Володимир Зеленський під час свого візиту до Канади, не усвідомлюючи цього, зустріли 98-річного ветерана дивізії СС «Галичина» Ярослава Гуньку, який був представлений «українським і канадським героєм», що під час Другої світової війни «боровся за незалежність України проти росіян і продовжує підтримувати війська сьогодні», оплесками. Наступного дня, коли інформація про колишню приналежність пенсіонера до дивізії викликала бурхливий скандал та звинувачення ветерана у нацистських злочинах, це вимусило прем'єр-міністра Канади до вибачень перед нащадками євреїв, назвавши привітання українського ветерана «надзвичайно ганебним». Інцидент був підхоплений польськими, російськими та багатьма іншими ЗМІ, з'явились заклики до екстрадиції Ярослава Гуньки та інші спекуляції, внаслідок яких спікер парламенту Канади подав у відставку.[ненейтрально]

### Об'єднання колишніх членів дивізії
1949 року в американській окупаційній зоні Німеччини з'явилася Асоціація колишніх членів дивізії «Галичина», яка з часом стала «Братством колишніх вояків 1-ї Української дивізії Української національної армії» (англ. Brotherhood of Veterans of the 1st Division of the Ukrainian National Army). Штаб-квартира об'єднання спочатку була в Мюнхені (де також діяли штаб-квартира ОУН(б) і ініційованого неї же Антибільшовицького блоку народів), після чого в 1950-х роках вона перемістилася в Нью-Йорк, США, а в 1960-х роках остаточно до Торонто, Канада. «Братство» мало свої представництва в місцях компактного розселення персоналу колишньої дивізії — Німеччині, Канаді, США, Аргентині та Австралії. 
20 червня 1992 року в Україні засновано Галицьке братство колишніх вояків 1-ої Української дивізії Галичина Української національної армії, яке було структурним підрозділом Братства колишніх вояків 1-ї Української дивізії Української національної армії. 
У Великій Британії колишні дивізійники заснували окрему організацію, відому як «Об'єднання бувших вояків-українців у Великій Британії» (англ. Association of Ukrainian Former Combatants in Great Britain).
З 1950 по 1974 рік у Мюнхені вийшло 140 номерів журналу «Вісті Братства кол. вояків 1 УД УНА». В США з 1961 року виходили «Вісті Комбатанта». Архіви відділення «Братства» у США доступні в Університеті Міннесоти.

## У художній літературі
- Іван Багряний. Огненне коло, 1953.
- Юрій Тис-Крохмалюк. Щоденник національного героя Селепка Лавочки, 1954.
- Віталій Бендер. «Марш молодости», 1954.
- Слободан Шнайдер «Мідна доба», 2015.